# Citybanan
Citybanan är en cirka sex kilometer lång järnvägstunnel under Stockholms innerstad. Förbindelsen har dubbla spår samt en service- och räddningstunnel och är avsedd att separera Stockholms pendeltåg från övrig tågtrafik genom centrala Stockholm. I banan ingår två underjordiska stationer, Stockholm City (under T-Centralen) och Stockholm Odenplan, samt en 1,4 kilometer lång järnvägsbro i Årstaberg. Officiell byggstart hölls 24 januari 2009 och Trafikverkets byggprojekt planerades vara klar vid årsskiftet 2016/2017. Efter det att Trafikverket var färdig tog Region Stockholm över anläggningen för tester inför invigning. Trafiken på Citybanan inleddes den 10 juli 2017.

## Bakgrund

### Sammanbindningsbanan
Västra stambanan öppnades från Stockholm söderut år 1860. Sex år senare öppnade Norra stambanan norrut. Dessa hade var sin station, Stockholms södra på Södermalm och Stockholms norra på Norrmalm.
För att möjliggöra genomgående trafik byggdes därför den så kallade Sammanbindningsbanan som invigdes den 17 juli 1871. Samtidigt som denna bansträcka togs i bruk öppnades också Stockholms centralstation. Sträckan byggdes nästan helt på bro eller i tunnel. Det var på sin tid Sveriges dyraste järnvägsprojekt (per kilometer) med en kostnad på två miljoner riksdaler per kilometer i 1870 års penningvärde. Enkelspåriga järnvägar brukade kosta 50 000–100 000 kr per kilometer vid denna tid. Järnvägen har lagts om flera gånger, senaste gången var när nuvarande Stockholms södra byggdes på 1980-talet. Innan dess skedde en stor ombyggnad på 1950-talet för att låta järnvägstrafiken kunna samsas med tunnelbanetrafiken och under 1960-talet då plankorsningen vid Tegelbacken, ”Tegelbackseländet”, ersattes med en planskild korsning. Kapaciteten på sträckan har höjts efter hand, och efter förändringarna år 2006 av signalsystemet och växlarna kunde det gå 24 tåg per timme och riktning.
Eftersom en betydande del av alla tågturer i Sverige passerar Stockholm C var kapacitetsbristen genom centrala Stockholm en nationell angelägenhet. 2008 hade 80 procent av persontrafiken utgångsstation eller slutstation i Stockholm. Trafikeringen på alla banor för tåg till/från Stockholm, exempelvis Västra stambanan, Svealandsbanan, Ostkustbanan och den framtida Ostlänken påverkades av kapaciteten på sträckan. Enligt beräkningar kommer Citybanan självt ge plats för 24 tåg per timme och riktning vilket skapar möjlighet för 48 tåg i timmen genom Stockholm per riktning, det är dubbelt så många som idag.

### Getingmidjan då och nu
| Illustration över Sammanbindningsbanan, 1886. Ett pendeltåg kör norrut på den så kallade getingmidjan vid Riddarholmen, september 2009. |  | Illustration över Sammanbindningsbanan, 1886. Ett pendeltåg kör norrut på den så kallade getingmidjan vid Riddarholmen, september 2009. |
| Illustration över Sammanbindningsbanan, 1886. Ett pendeltåg kör norrut på den så kallade getingmidjan vid Riddarholmen, september 2009. |  | |

### Tredje spåret

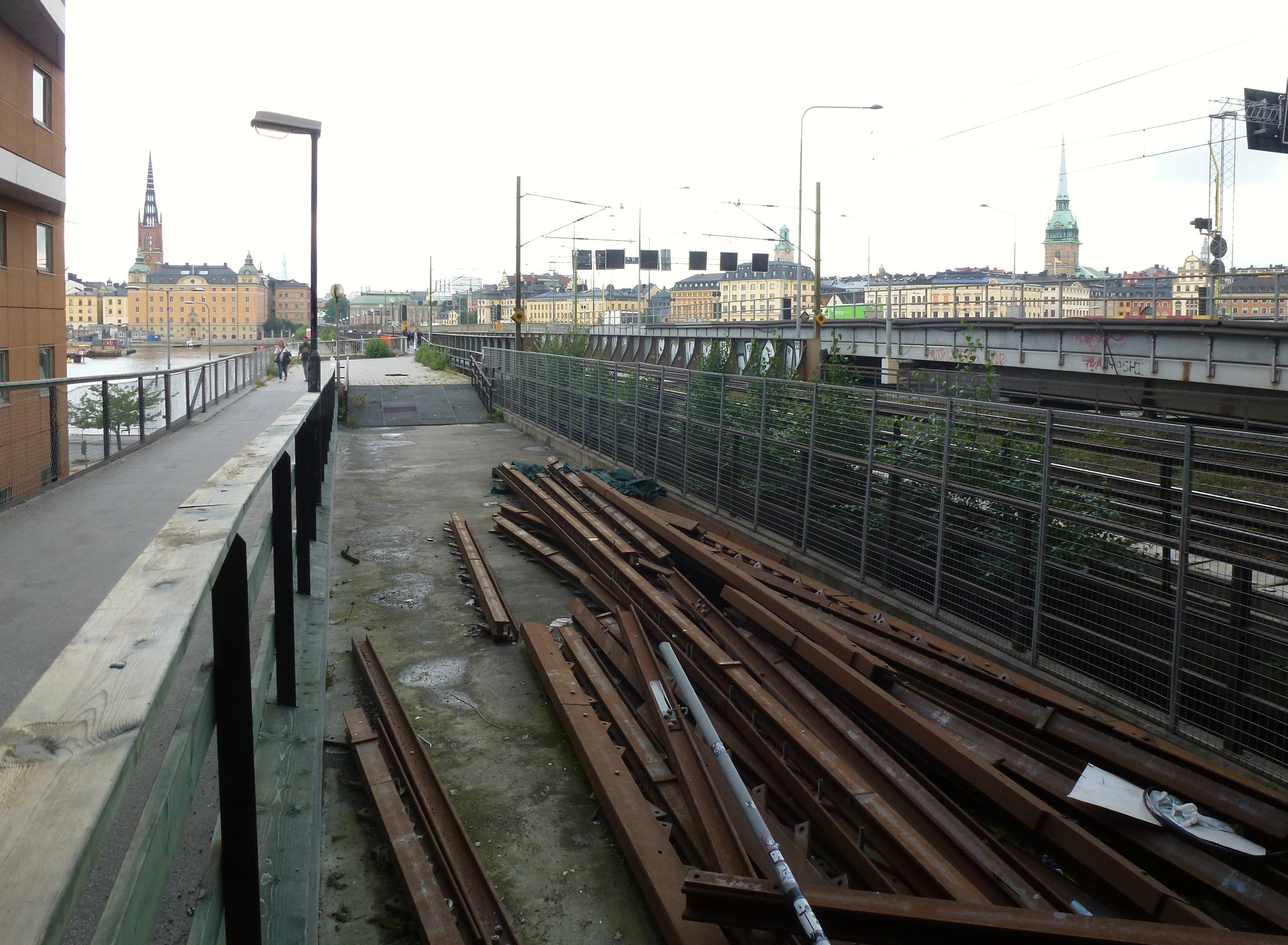
Tredje spåret, vy mot norr, 2012.

Under en längre period från 1970- till 1990-talet planerades ett tredje spår, kallat Tredje spåret, för den gamla sammanbindningsbanan för att öka kapaciteten. Planerna lades ner på 1990-talet till förmån för två nya spår i tunnel, Citybanan. Lösningen utreddes ytterligare år 2006 på grund av kraftigt ökande beräknade kostnader för Citybanan, men lades snart ner igen. En av orsakerna till att tredje spåret valdes bort var att området längs med sträckan är historiskt känsligt och av riksintresse, med bland annat Riddarholmskyrkan där många svenska kungligheter ligger begravda. En annan var att ett tredje spår inte räckte för att tillgodose tillräcklig kapacitet. Det måste köras som enkelspår, som skulle kunna tillåta max 8 tåg per timme och riktning, men då blir det väntetider. Att bygga två spår ger mycket bättre kapacitet (24 tåg per timme och riktning) men det skulle krävt omfattande rivningar på Riddarholmen vid byggnation i ytläge. Det som finns kvar av "Tredje spåret" är en påbörjad viadukt över Söder Mälarstrand (i folkmun kallad "bockfoten") samt cirka 300 meter färdig tunnel under kvarteret Överkikaren.

### Tidigare trafiksituation
Södra infarten till Stockholm C har två spår som trafikeras av regionaltåg, godståg och fjärrtåg och före öppnandet av Citybanan även av pendeltåg. På 1880-talet trafikerades "getingmidjan" av tio tåg/dygn, år 2011 var det 550 tåg/dygn i båda riktningar. Före öppningen passerade upp till 24 tåg per timme och riktning i rusning, varav mer än hälften var pendeltåg. På flera av regionallinjerna ut ur Stockholms län kunde det bara gå ett tåg per timme och riktning på grund av kapacitetsbristen. I och med Citybanans öppning fördubblades kapaciteten.

## Planering

### Beslutsprocess

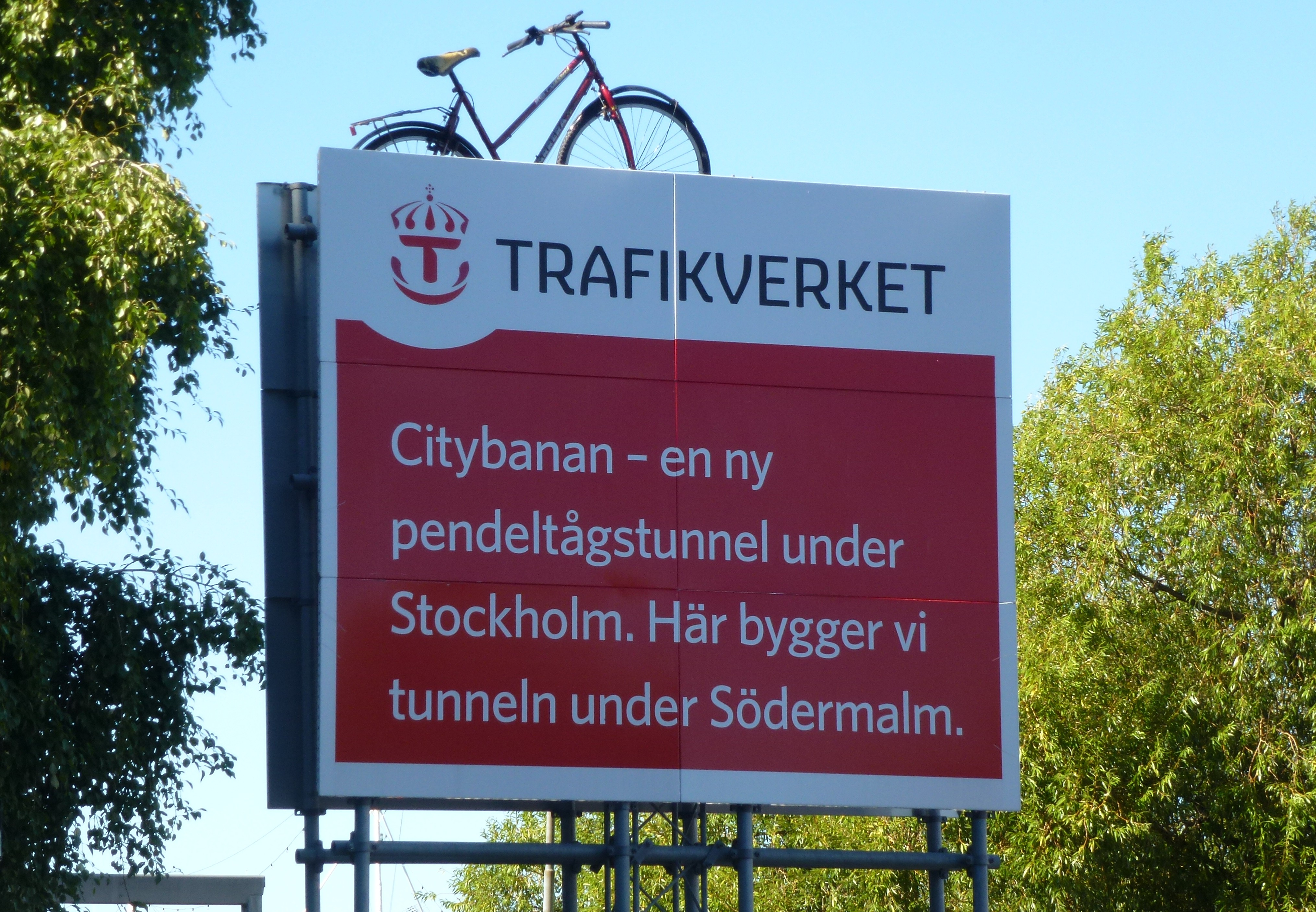
Trafikverkets skylt, september 2012.

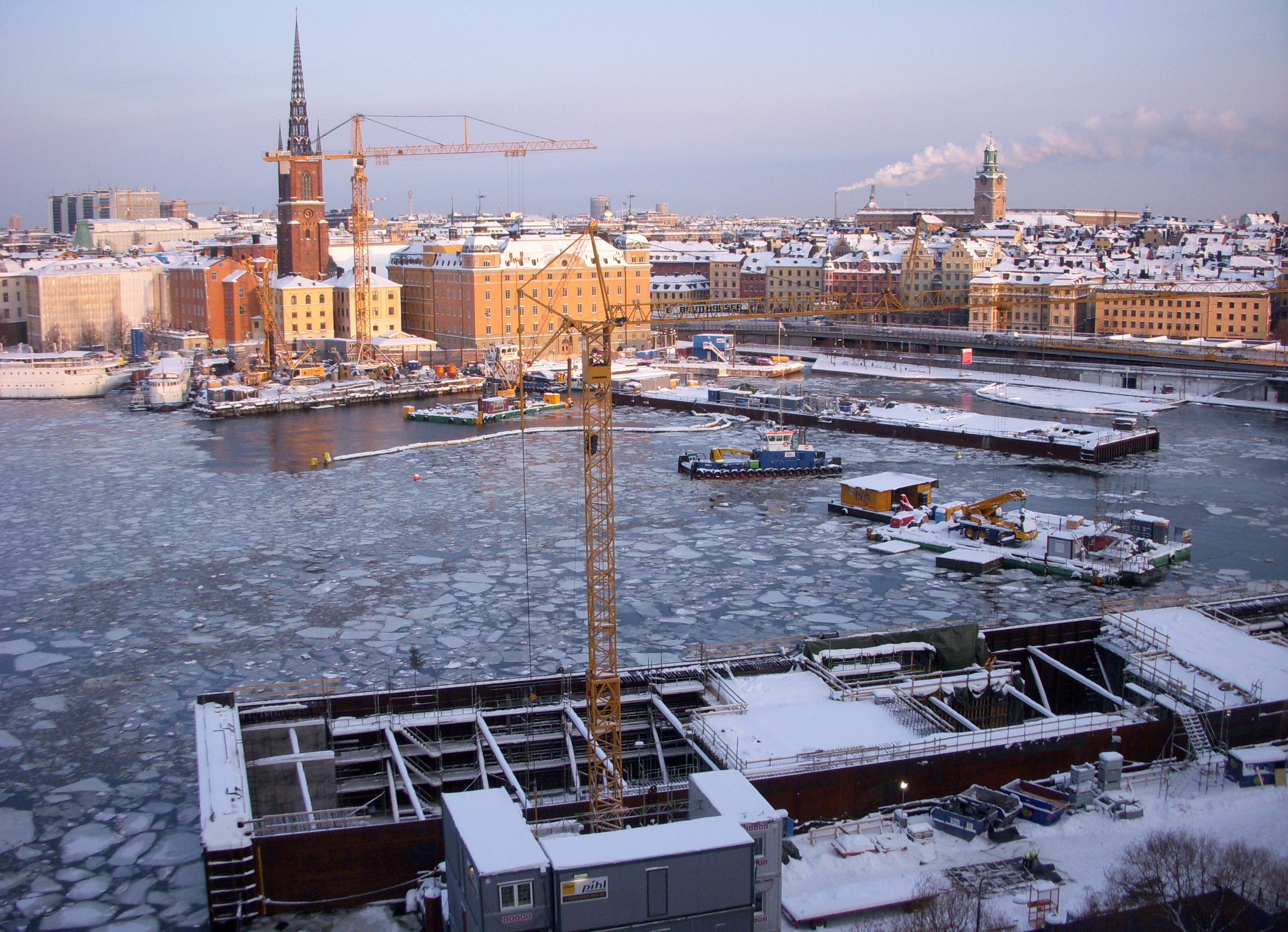
Arbeten med Söderströmstunneln under Riddarfjärden/Söderström i december 2010. Första sänktunneln har lagts i position och den andra delen har anlänt för invändiga betongarbeten.

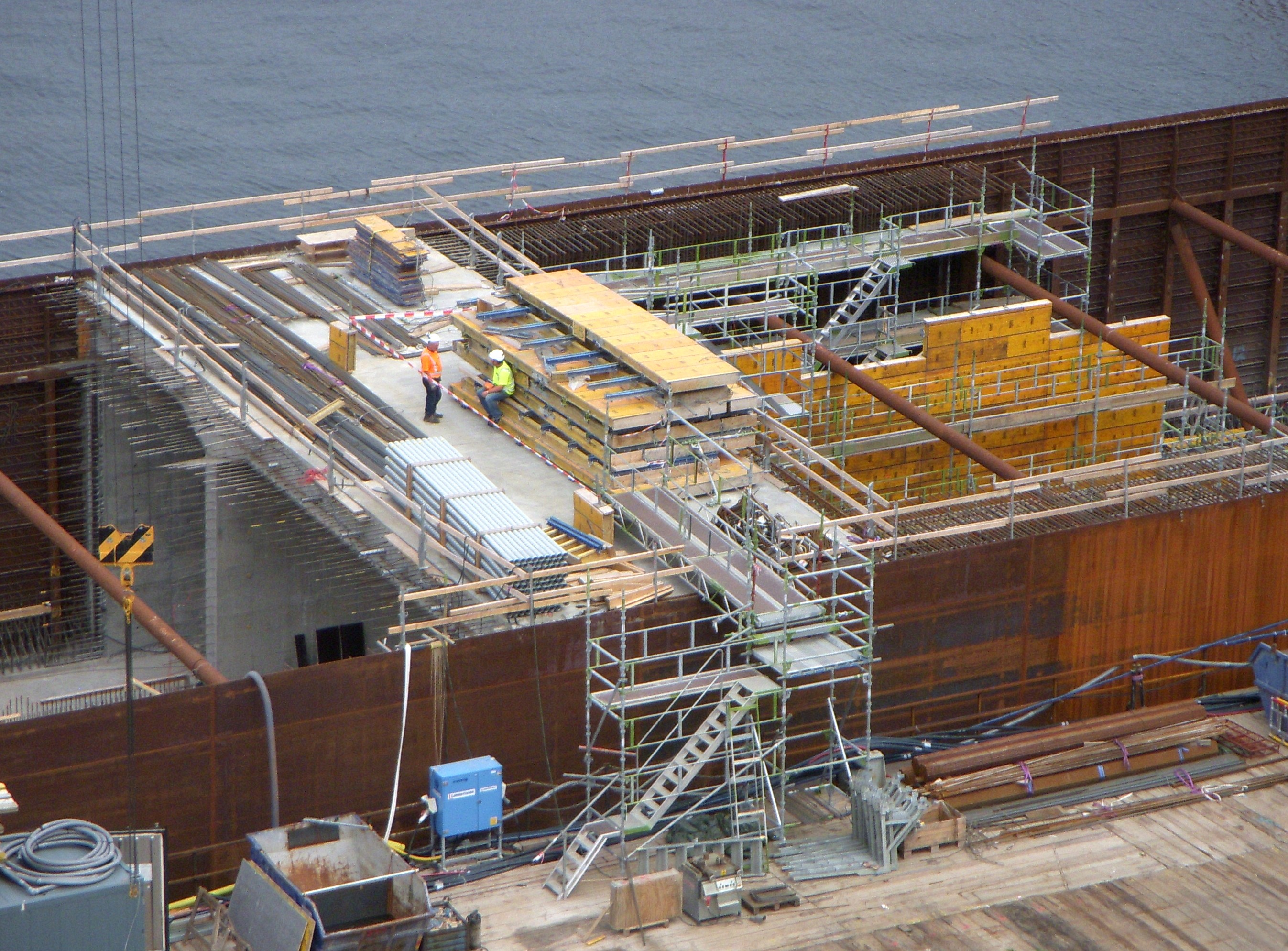
Arbeten med sänktunneln, 28 juli 2010

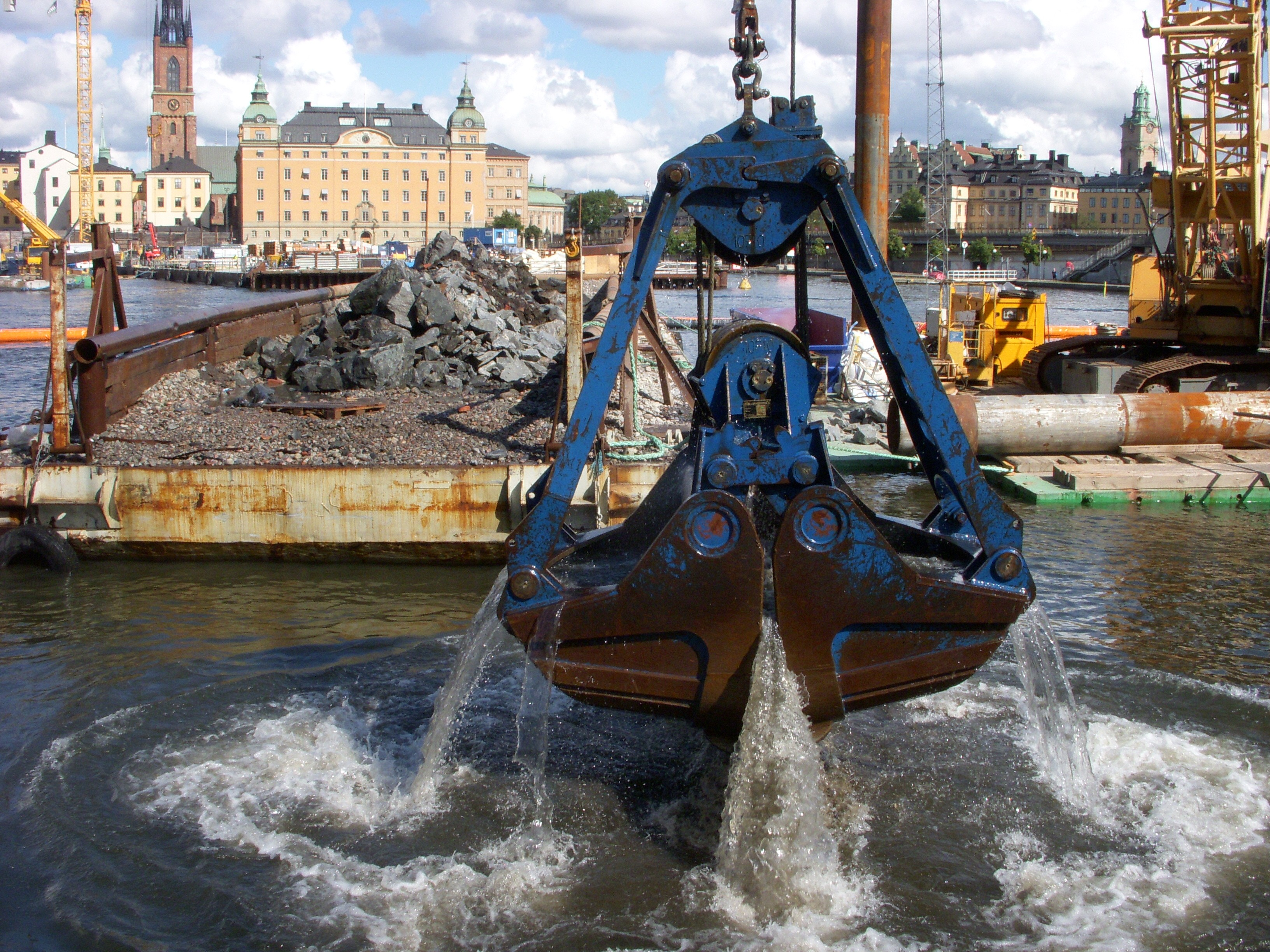
Muddringsarbeten för Söderströmstunneln, augusti 2011.

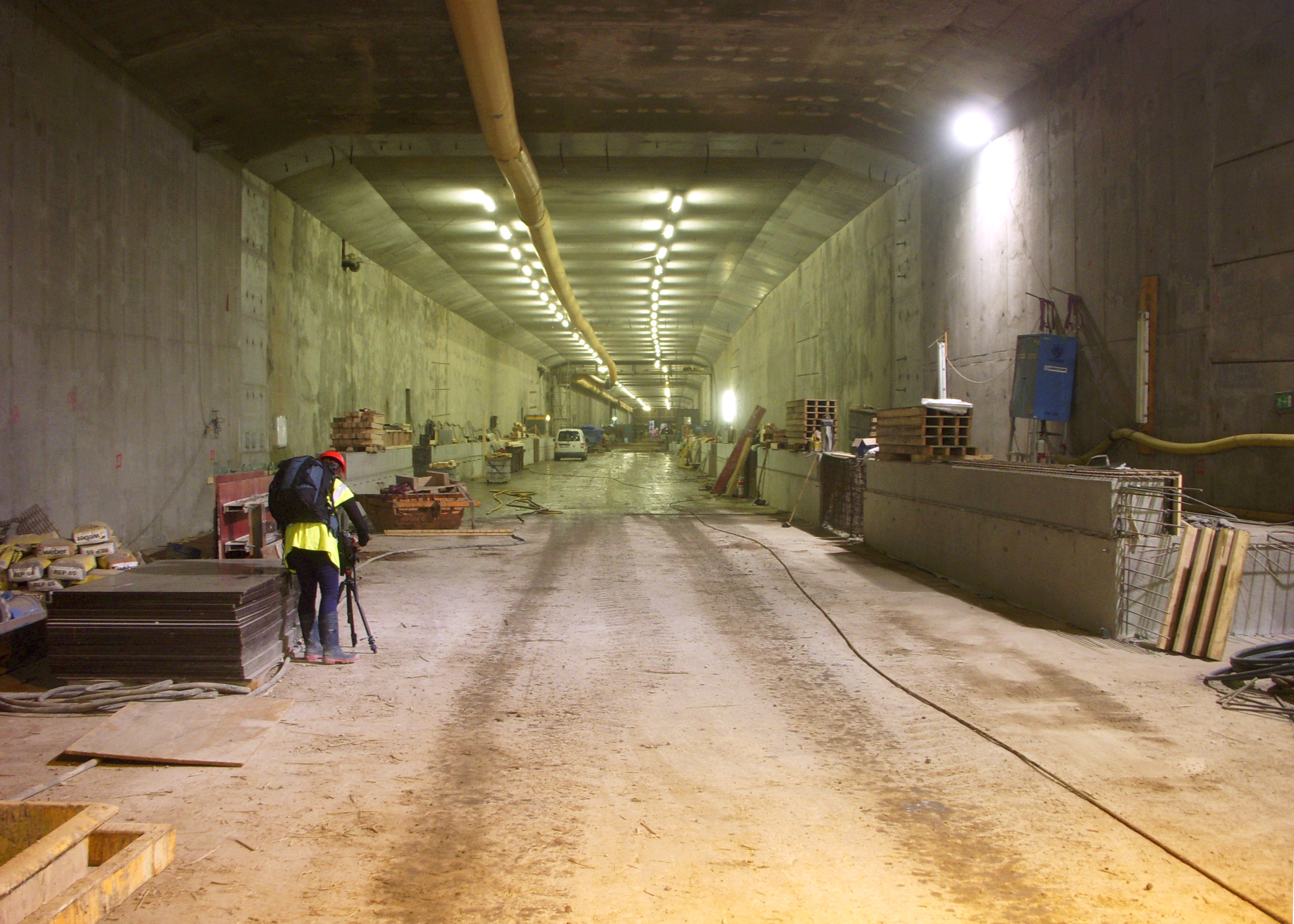
Övergången Södermalmstunneln mot Söderströmstunneln, oktober 2013.

Banverket fick i december 2000 i uppdrag av regeringen Persson att planera för en ökad kapacitet genom centrala Stockholm. Myndighetens utredningarbete ledde fram till att en dubbelspårig tunnellösning förordades, och tillåtlighet för lösningen gavs av regeringen i mars 2005. I maj 2006 nådde Stockholms läns landsting, Banverket och Stockholms stad en överenskommelse om finansiering av projektet. Byggstart planerades till 2008 och den färdiga tunneln skulle stå klar någon gång mellan åren 2013 och 2016.
Under 2005-2006 startade förberedelsearbeten med ombyggnader av bangården på Stockholms central för att bereda plats för arbetstunnlar. Efter valet 2006 tillsatte regeringen Reinfeldt en utredning med hänvisning till de ökade kostnaderna för att åter undersöka möjligheten att istället genomföra en ytspårslösning, som dessutom förordnades på grund av ett snabbare färdigställande. Den utredning som regeringen tillsatte rekommenderade dock att Citybanan skulle byggas, men också att flera län och kommuner skulle vara med och medfinansiera investeringen. Det avtal som senare tecknades innehöll förutom sammanlagt två miljarder kronor i medfinansiering från kommuner och landsting i Uppsala, Sörmlands, Östergötlands, Örebro och Västmanlands län, statliga åtaganden när det gällde andra infrastrukturprojekt i regionen.
I maj 2007 gav regeringen klartecken att börja bygga Citybanan. I juli 2007 skrevs det första kontraktet, avseende projektering, och i september 2008 det första byggkontraktet, avseende tunnelsträckan Riddarholmen-Södermalm. Officiell byggstart hölls 24 januari 2009. Enligt dåvarande beräkningar krävde projektet en byggtid på åtta år.

### Teknik
Lokaltågstrafiken leds genom en sex kilometer lång dubbelspårig tunnel mellan Tomteboda och Södra station. Två nya stationer har också byggts, Stockholm City station och Stockholm Odenplan station. Den senare har ersatt stationen Karlberg som stängdes i samband med Citybanans öppnande. Banan går under tunnelbanans spår. Parallellt med järnvägstunneln byggdes en mindre service- och räddningstunnel.
Banans djupa läge kräver upp till 30 promille lutning. Citybanan ansluter vid Södra station och använder de två norra spåren i stationen. För att tågen ska komma in på rätt spår söderut har man byggt en bro söder om Årstabergs station som leder norrgående fjärrtåg över pendeltågsspåren. Vid Tomteboda har en planskild anslutning anlagts så att både pendeltåg och fjärrtåg kan gå i båda riktningar utan att hindra varandra.

#### Vertikalt
Stationernas läge i Sveriges huvudstad medför att endast en liten andel trafikanter företar en genomresa på Citybanan. Övriga använder stationerna som ändpunkt för resan, eller väljer att byta trafikslag till eller från tunneltåg eller i gatuplanet. Citybanans nya stationer förlitar sig på rulltrappor för vertikal personbefordran. Hissar finns för ett mindre trafikflöde med särskilda behov.

### Fakta
Uppgifter enligt broschyren "Citybanan" utgiven av Trafikverket, Stockholms stad, Stockholms läns landsting och SL :
- 6 kilometer lång tunnel med dubbelspår för pendeltåg.
- Största djup blir 45 meter under marken.
- 1,4 kilometer lång järnvägsbro över spårområdet i Årsta (se Älvsjöbågen).
- 1,8 kilometer nya rulltrappor.
- 6 arbetstunnlar anläggs.
- 2500 personer kommer att arbeta med tunneln.

### Ekonomi
År 2007 beräknades kostnaden bli 16,3 miljarder kronor enligt prisnivå i januari 2007, och pengar fördelades på följande sätt:
- Nedlagt för projektering och förberedande arbeten: 1,3 miljarder
- Projektledning och administration: 600 miljoner
- Projektering och produktion, gemensamt inklusive reserv: 2,8 miljarder
- Norra delen inkl. Stockholm Odenplan station: 2,4 miljarder
- Centrala delen inkl. Stockholm City station: 4,2 miljarder
- Södra delen: 2,1 miljarder
- Järnvägsarbeten (till exempel spår, el) mm: 1,9 miljarder
- Årstabron-Älvsjö inkl. järnvägsarbeten: 1 miljard

I en genomgång av projektet av Riksrevisionen som färdigställdes 2012 beräknades kostnaden för Citybanan bli 19,4 miljarder enligt prisnivå i december 2011.

### Miljö och kvalitet
Citybanan är ISO-certifierad för miljö, arbetsmiljö och kvalitet. Det betyder att projektet har ett noggrant och systematiserat arbetssätt och att dess verksamhetssystem följer den internationella standarden för ISO 9001 (kvalitet), ISO 14001 (miljö) samt OHSAS 18001 (arbetsmiljö).  Certifieringen ägde rum år 2010 och följdes upp genom revisionsrapporter varje halvår fram till 2017.

## Genomförande

### Arkeologiska undersökningar

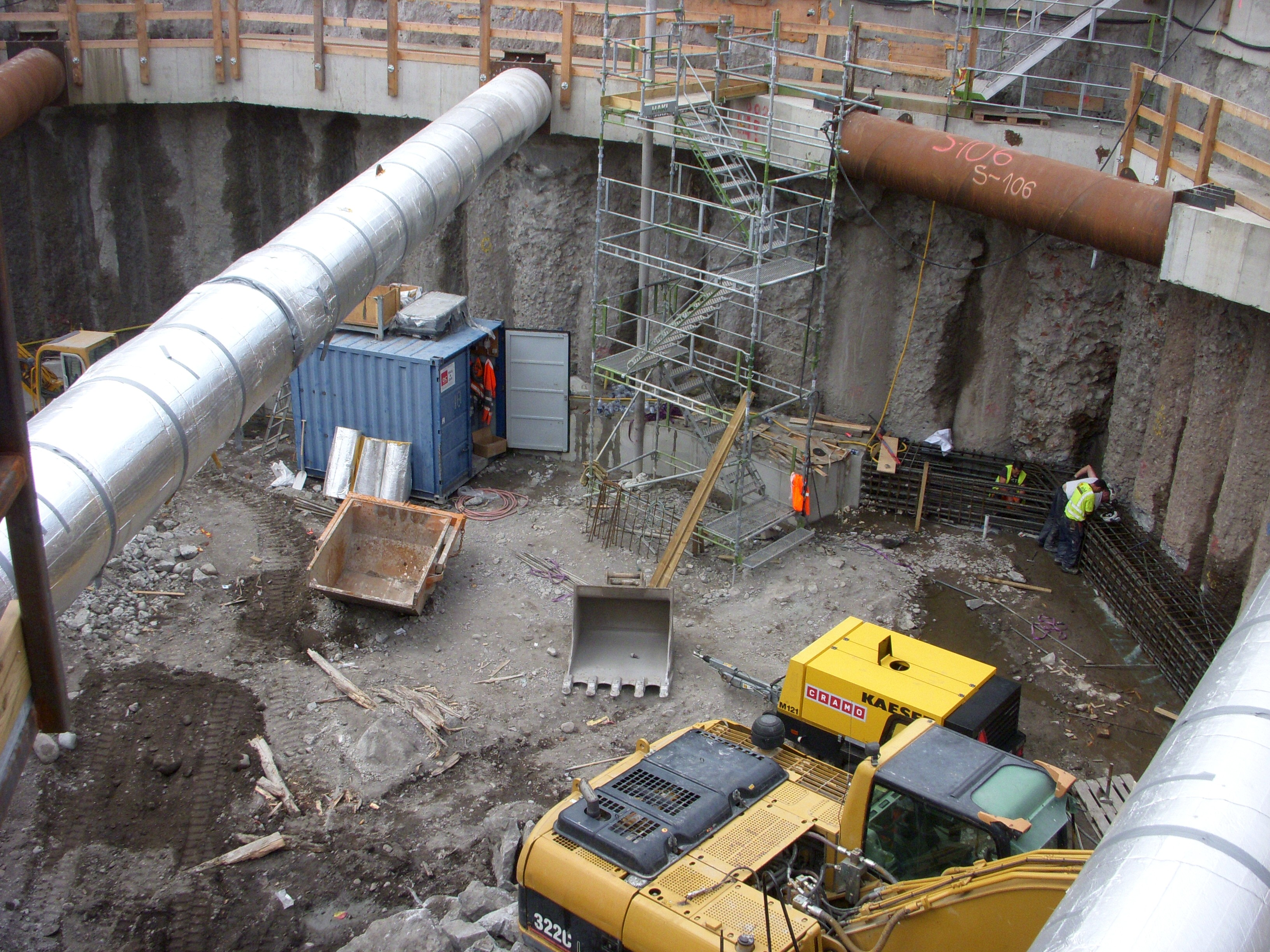
Utgrävningsplatsen på Riddarholmen.

Under sommaren 2011 utförde arkeologer från Sjöhistoriska museet en arkeologisk undersökning av sjöbottnen på och utanför västra Riddarholmen. Här mynnar den östra anslutningen av Söderströmstunnelns sänktunnel ut. För de nödvändiga tunnelarbetena schaktades det en grop som var lika djup som ett åttavåningshus är högt.
Under bygget var därför delar av sjöbotten utanför Riddarholmen torrlagda. Undersökningen var den största sedan slutet på 1970-talet då den så kallade Riksgropen på Helgeandsholmen var aktuell och där man bland mycket annat fann rester av Stockholms stadsmur.
När utgrävningarna avslutades i oktober 2011 hade man hittat cirka 800 föremål. Delar av en båt, sannolikt från 1700-talet, fanns i gropen men huvudsakligen härrörde fynden från 1800-talet och från tiden för Stockholms första ångbåtshamn på södra Riddarfjärden. Bland fynden märks vardagsföremål som kritpipor, flaskor, ett stenkrus, mynt och ett dockhuvud i porslin. Ett intressant fynd var en 150 år gammal snusdosa i mässing med gravering "Tillhör Danils Per Perssons Leksand & Romma 1847". Hans identitet kunde fastställas i efterhand.

Funna föremål i urval
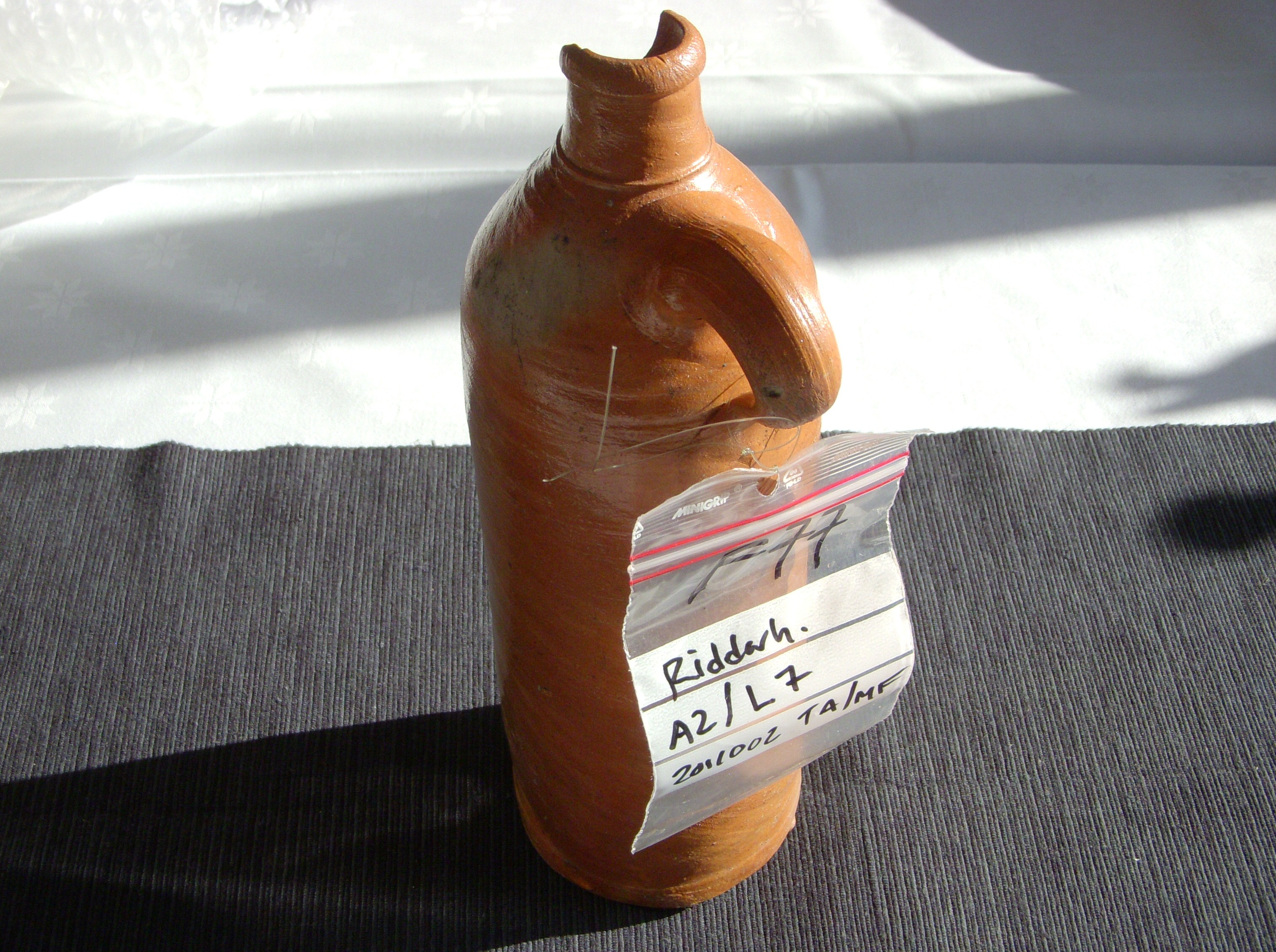
Stenkrus för Seltersvatten
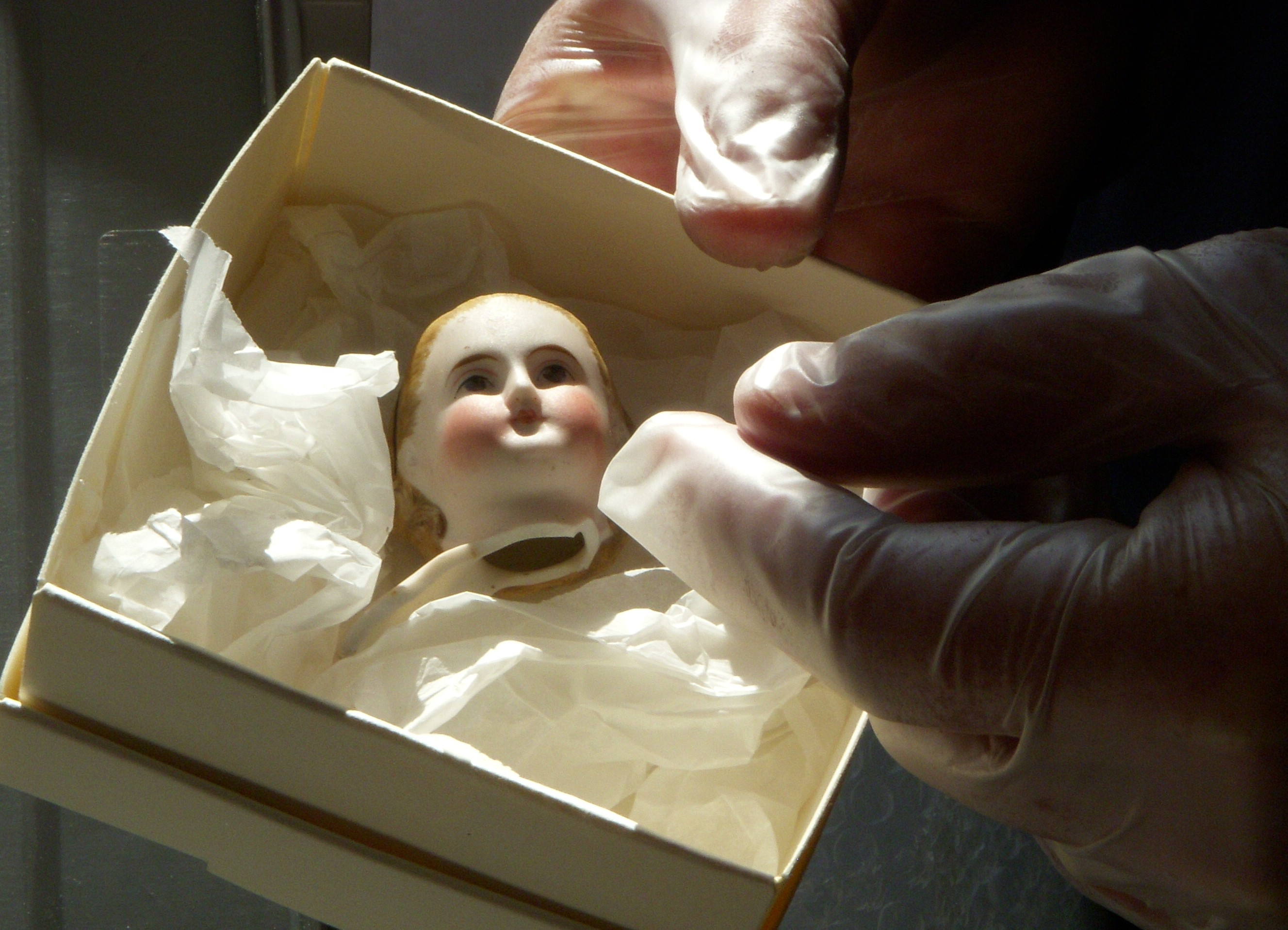
Dockhuvud i porslin
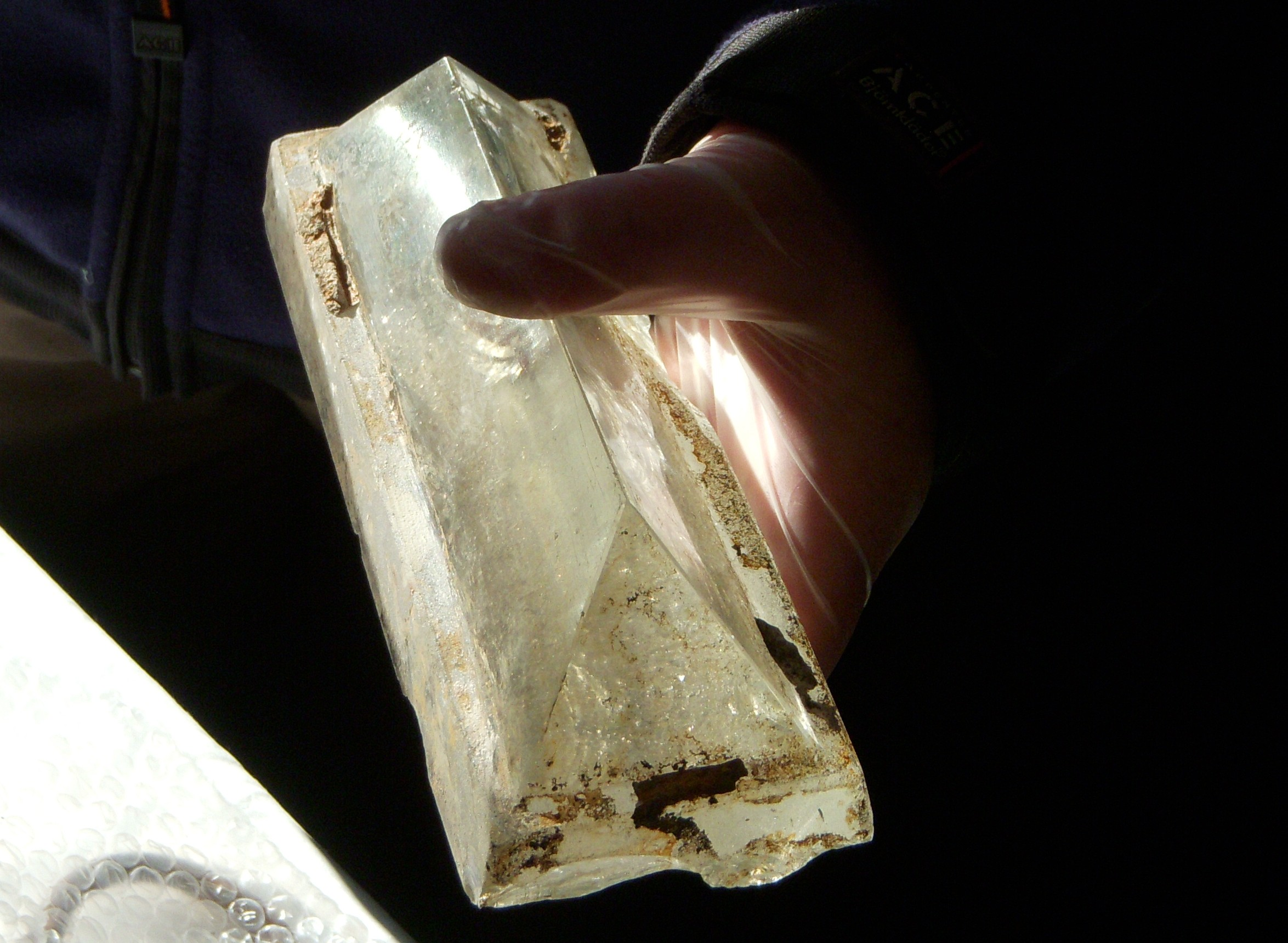
Fartygsprisma
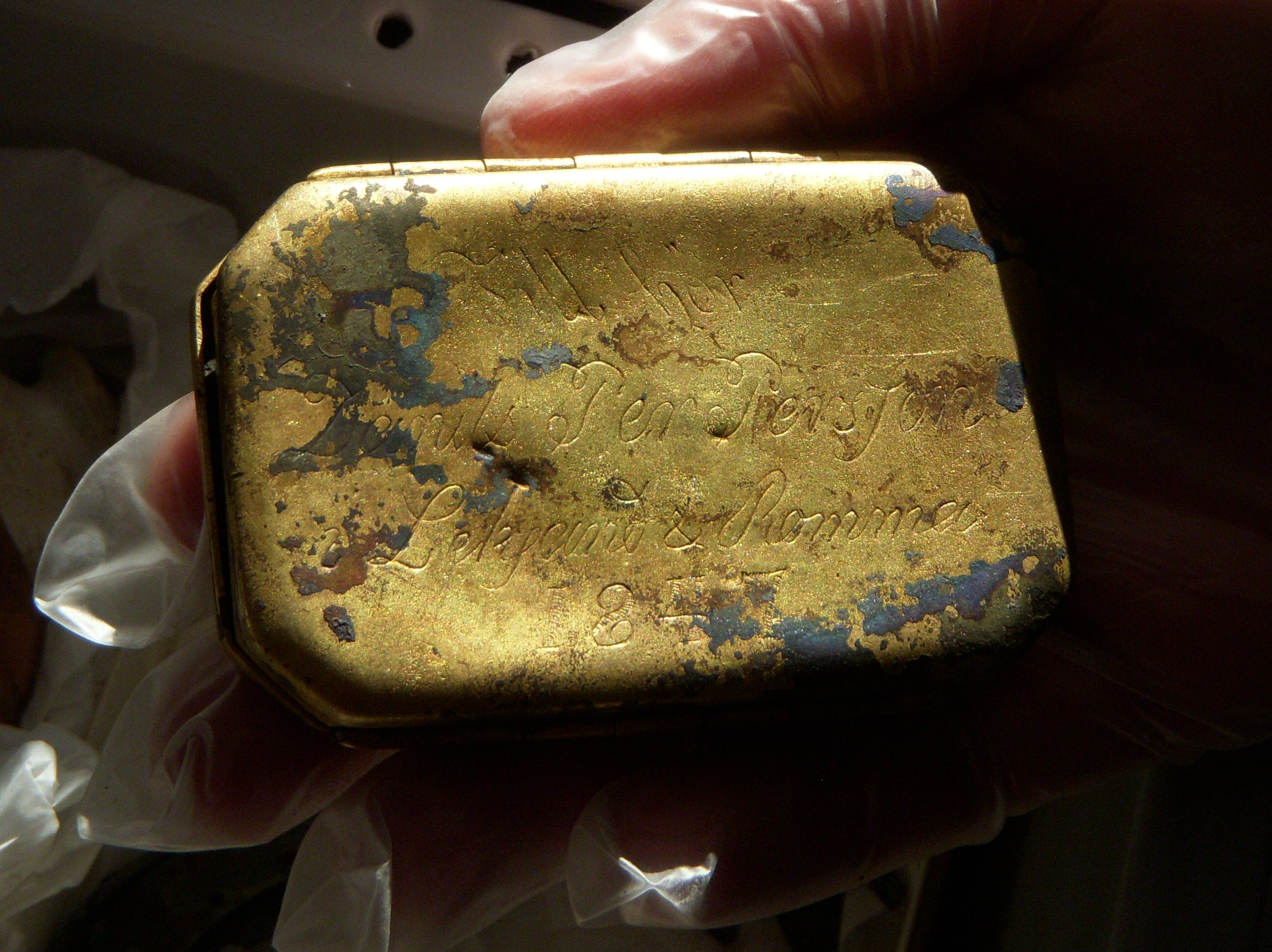
Snusdosa med inskription

### Järnvägsbron Älvsjöbågen

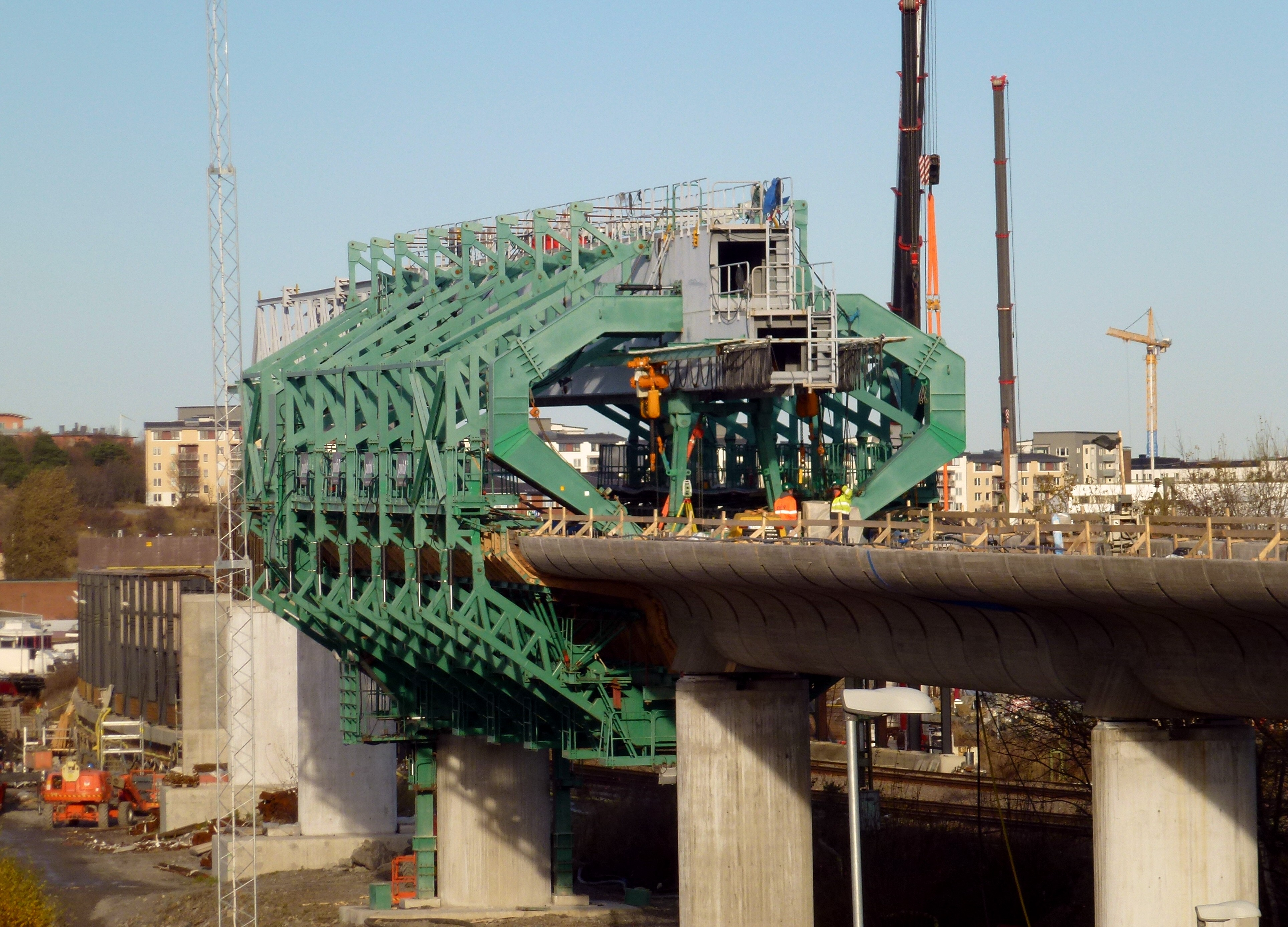
Järnvägsbron Årsta-Älvsjö, 2012.

Älvsjöbågen är en enkelspårig järnvägsbro. Den 1,4 kilometer långa bron, som sträcker sig mellan Västberga och Årstaberg i södra Stockholm, är en del av Citybanan och en av Sveriges längsta järnvägsbroar. Bron namngavs efter en omröstning i P4 Radio Stockholm. Tidigare trafikerade pendeltåg och fjärrtåg norrut mot Stockholms central den nyare, västra Årstabron medan alla tåg söderut trafikerade den äldre, östra Årstabron. I och med Citybanans driftsättning i juli 2017 separerades pendeltåg från övrig tågtrafik på Årstabroarna. Västra Årstabron trafikeras nu av enbart pendeltåg och östra Årstabron av enbart fjärr-, regional-, och godståg.

### Tunnelbyggen
Citybanan har beskrivits som det mest komplicerade infrastrukturprojektet som har planerats i Sverige i modern tid. För den nya järnvägstunneln krävdes omfattande sprängningsarbeten under Stockholms centrala delar i direkt anslutning till känsliga äldre hus och känsliga infrastrukturanläggningar som tunnelbanan och ledningstunnlar.

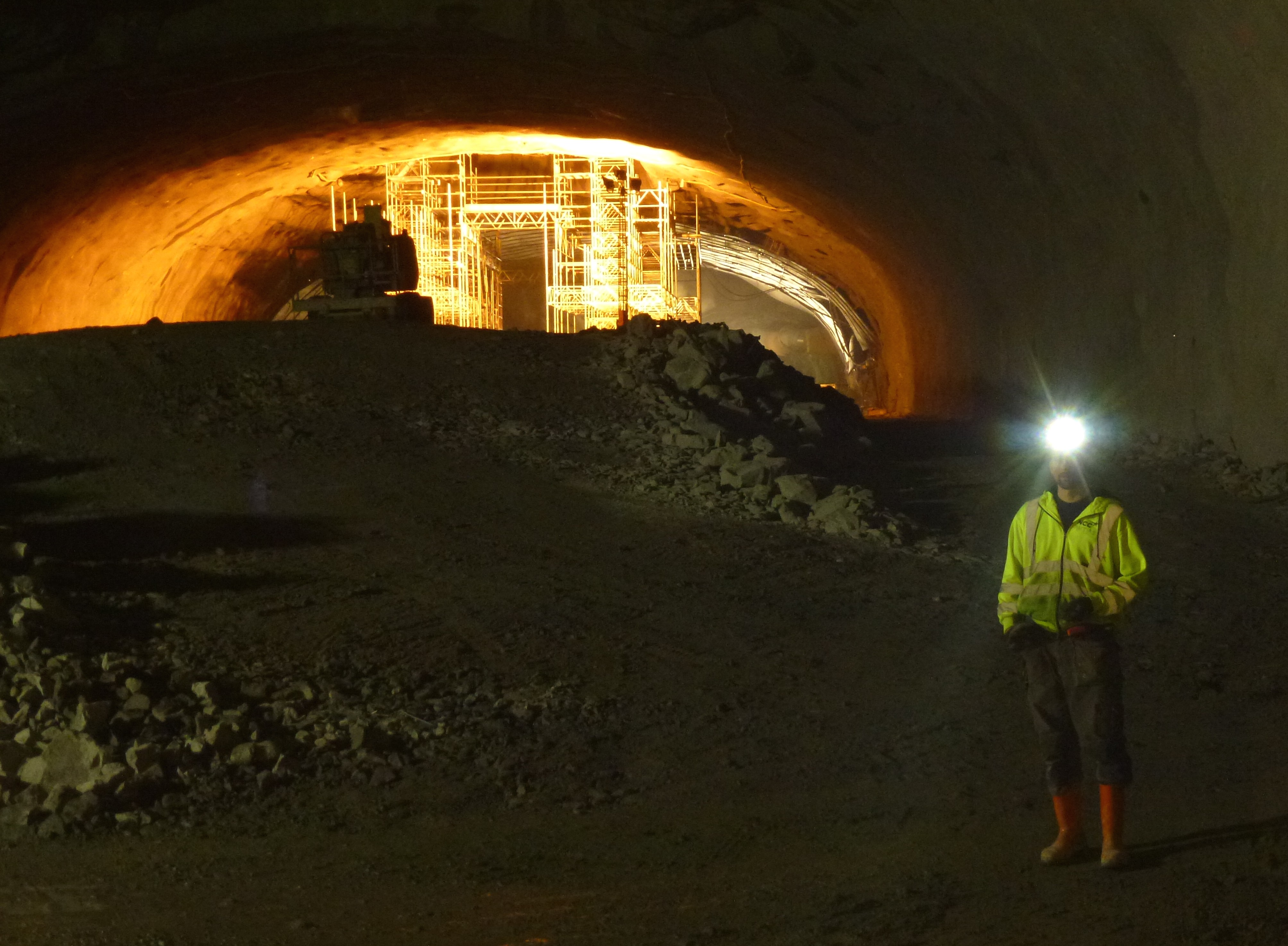
Norrströmstunneln i oktober 2012.

Citybanans nya tunnlar delas in i (från söder):
1. Södermalmstunneln, bergtunnel mellan Södra station och Söder Mälarstrand, längd 1200 meter
2. Söderströmstunneln, sänktunnel/betongtunnel mellan Söder Mälarstrand och Riddarholmen, längd 400 meter
3. Norrströmstunneln, bergtunnel mellan Riddarholmen, Stockholm City station och Norra Latin, längd 1400 meter
4. Norrmalmstunneln, bergtunnel mellan Norra Latin och Observatorielunden, längd 800 meter
5. Vasatunneln, bergtunnel mellan Observatorielunden och Norra Stationsgatan, längd 1870 meter
6. Tomtebodatunneln (järnvägstunnel), betongtunnel och betongtråg vid spårområdet i Tomteboda, längd 455 meter

För den cirka 400 meter långa Söderströmstunneln (mellan Söder Mälarstrand och Riddarholmen) kom en mycket avancerad tunnelbyggnadsmetod till användning. Anledningen var att bergytan huvudsakligen låg under tunnelläget. Tunneln består av tre  sänktunnelelement som gjutits i betong, för att sedan sänkas ned. Stålskalet som tunneln gjutits i tillverkades i Tallinn för att sedan transporteras över Östersjön in genom Södertälje slussar och vidare upp till Mälaren där större delen av gjutarbetet gjordes. De vilar på fyra stycken betongpålar som gjutits fast i berggrunden. Det hela kan liknas vid en överdäckad undervattensbro. Nedsänkningen av samtliga tre tunnelelement i Söderström färdigställdes den 6 augusti 2013.
För Södermalms- och Norrmalmstunneln anlades även långa arbets- och transporttunnlar, bland annat en cirka 200 meter lång tunnel med en öppning vid Söder Mälarstrand nära Mariahissen, dels en 700 meter lång tunnel med öppning vid Torsgatan strax väster om Barnhusbron.

### Olyckor och dödsfall
Citybanans genomförande var olycksdrabbat. Från januari 2008 till oktober 2013 inträffade nästan dubbelt så många olyckor som projekt Norra länken som var av jämförbar storlek. Citybanan blev 2013 utnämnt till årets sämsta bygge av tidningen Byggnadsarbetaren. Flera olyckor har dessutom varit dödliga, fram till och med mars 2014 inträffade sex dödsfall kopplat till bygget.

### Allvarliga driftstörningar
128 dagar efter invigningen fick trafiken stängas av på grund av ett signalfel, kopplat till de skyddsportar som finns för att hindra vatten att rinna in i tunneln. Problemet medförde att det inte gick att ta sig in eller ut ur tågen vid Stockholms City. Pendeltågen fick under tiden tillfälligt flytta upp på de spåren förbi Stockholm Central.
Ett år efter invigningen, den 9–12 juli 2018, upptäcktes onormalt slitage och rostangrepp på flera av de två nya stationernas rulltrappor. Stationerna Stockholm City och Odenplan stängdes helt för allmänheten den 13 juli då nödutrymningsplanen krävde rulltrappor på grund av stationernas djup under markytan. Konsekvenserna förvärrades då vid denna tid järnvägstrafiken var avstängd mellan Stockholms södra och Stockholms Central för ett renoveringsarbete vid Getingmidjan. Station Odenplan öppnade sedan igen den 16 juli efter inspektion visat att problemen bara fanns på ett fåtal av rulltrapporna vid den stationen. Dessvärre visade en djupare undersökning att flertalet av de båda stationernas rulltrappor uppvisade stort reparationsbehov. Reparationerna dröjde vilket orsakade trafikstörningar under hela det kommande året. Två år efter invigningen, i juni 2019 hade alla felanmälda rulltrappor blivit reparerade. En process angående ekonomisk kompensation är inleddes mot såväl trapptillverkaren som projektplaneringens undermåliga upphandlingsval.

## Nya stationer

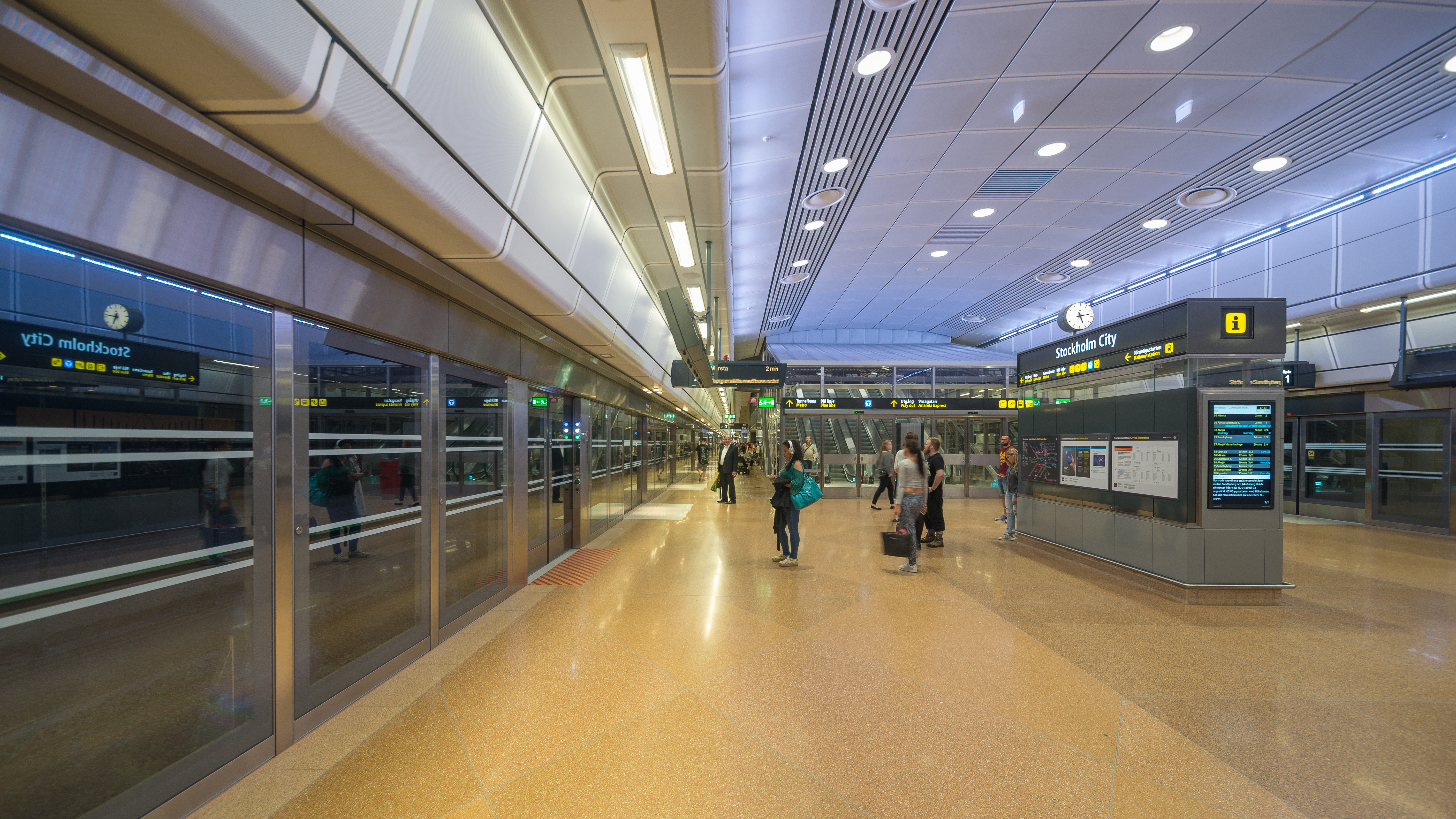
Perrongen för norrgående tåg på Stockholm City.

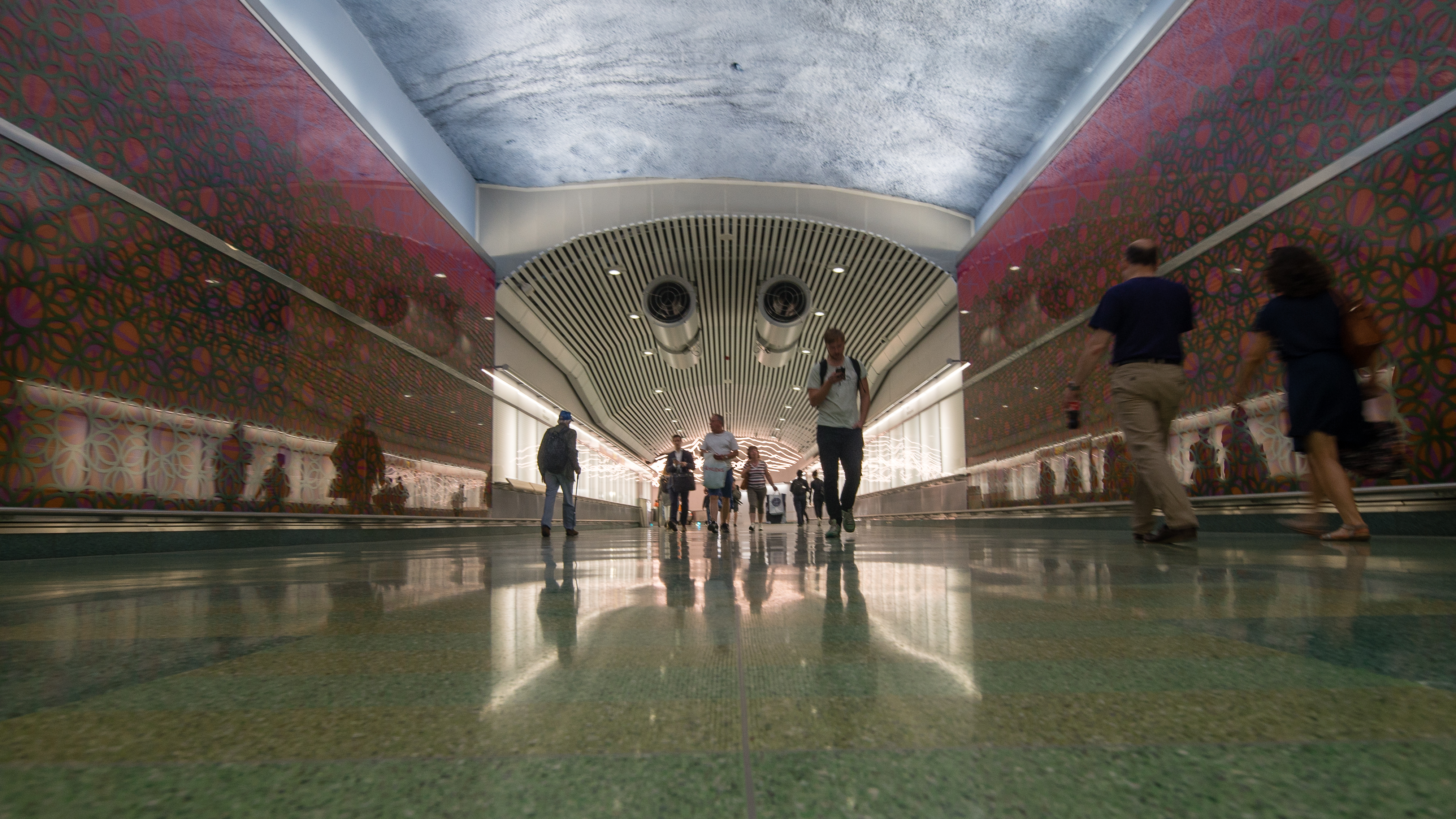
Odenplans station.

### Stockholm City
Stationen ersatte Stockholms central för pendeltågen och har två plattformar och fyra spår med uppgångar mot Centralplan vid Scandic Continental i kvarteret Orgelpipan 6 och Vasaplan framför Arlanda Express. Plattformarna är 255 meter långa och ligger cirka 40-44 meter under gatunivå och 12 meter under plattformen för tunnelbanans blå linje.
Stationen har en kilometer glasade plattformsväggar, dessutom 44 rulltrappor och 17 hissar samt flera trappor att sammanlänka stationen med befintliga stationer för tunnelbana och tåg.

### Stockholm Odenplan
Stockholm Odenplan är en underjordisk järnvägsstation för Stockholms pendeltåg som byggdes under Odenplans tunnelbanestation i Stockholm. Stationen ersatte Karlbergs station. Stationen ligger under tunnelbanans gröna linje på Odenplan. Den har två spår och en perrong. Det finns också rulltrappor och hissar direkt till tunnelbanan, vilket gör byten mellan pendeltåg och tunnelbana betydligt snabbare än tidigare. Karlbergs stations närmaste tunnelbanestation var inte Odenplan utan S:t Eriksplan.

## Stockholm Tunnel Run Citybanan
Lördagen 25 mars 2017 arrangerade Lidingöloppet och Midnattsloppet det 7,6 kilometer långa motionsloppet Stockholm Tunnel Run Citybanan i den parallella service- och evakueringstunneln. 

## Bilder

Arbeten med Södermalmstunneln
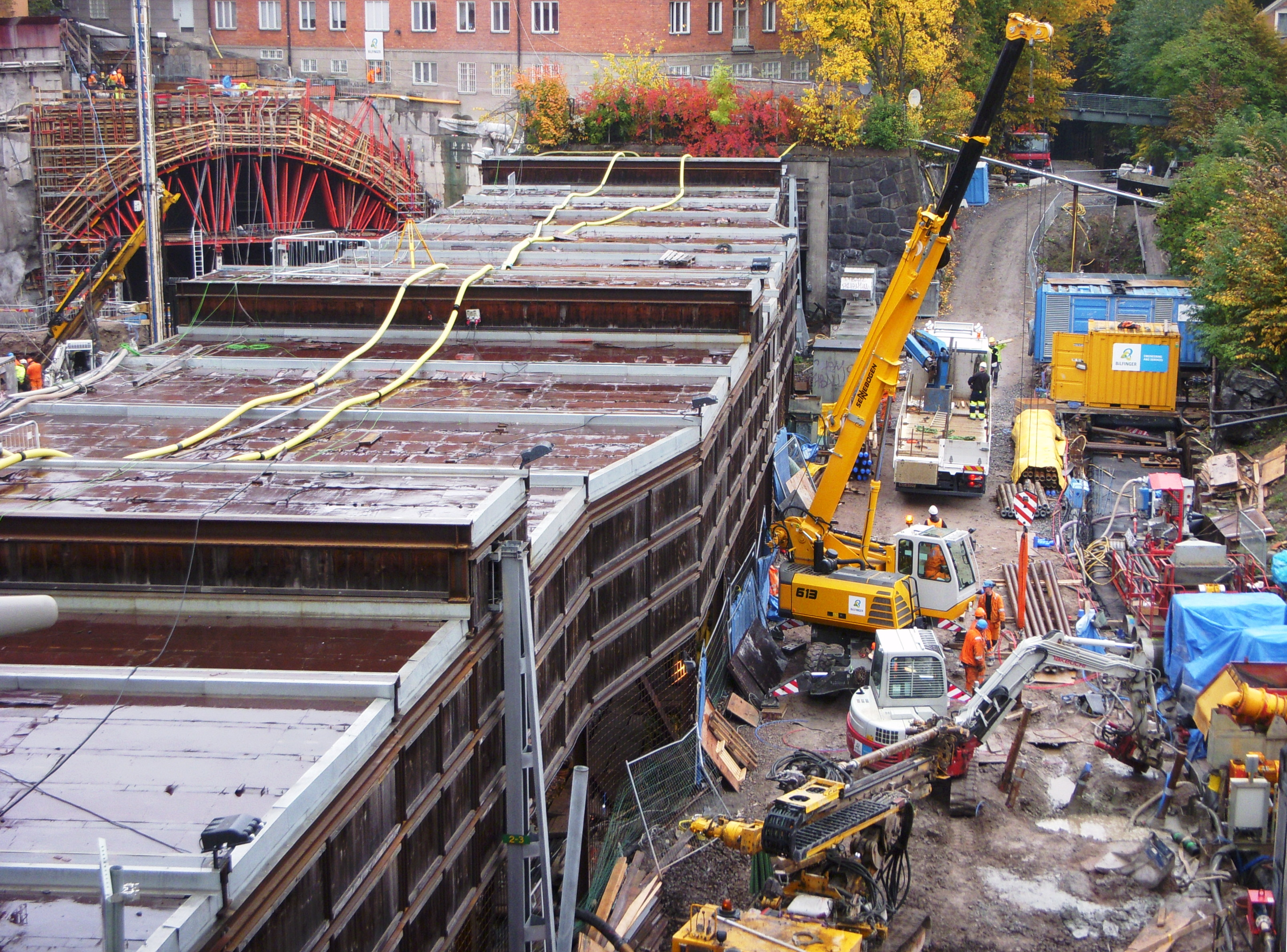
Byggarbetena vid Södra station 2013-10-10
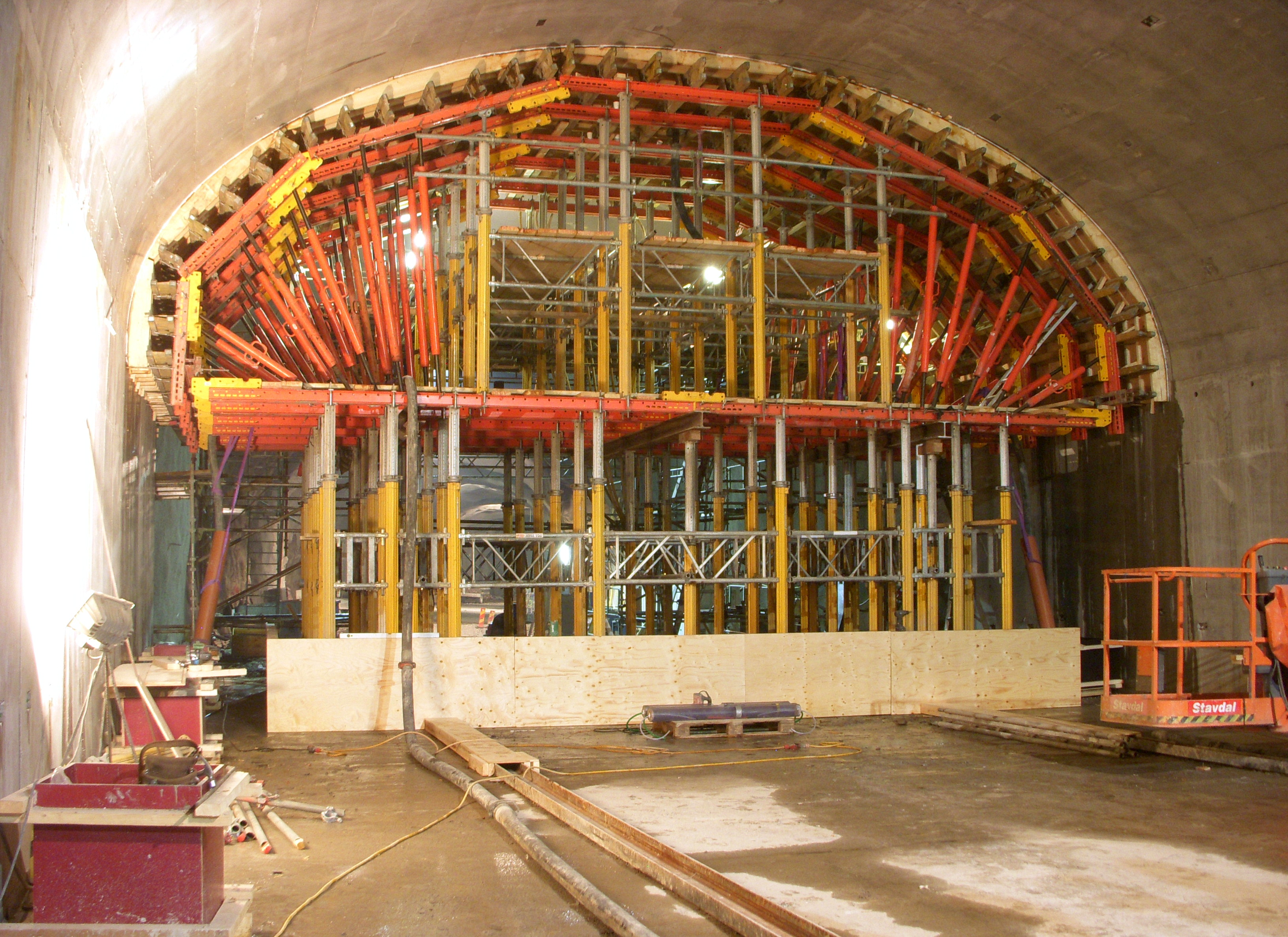
Valvgjutning vid Södra station 2013-10-10
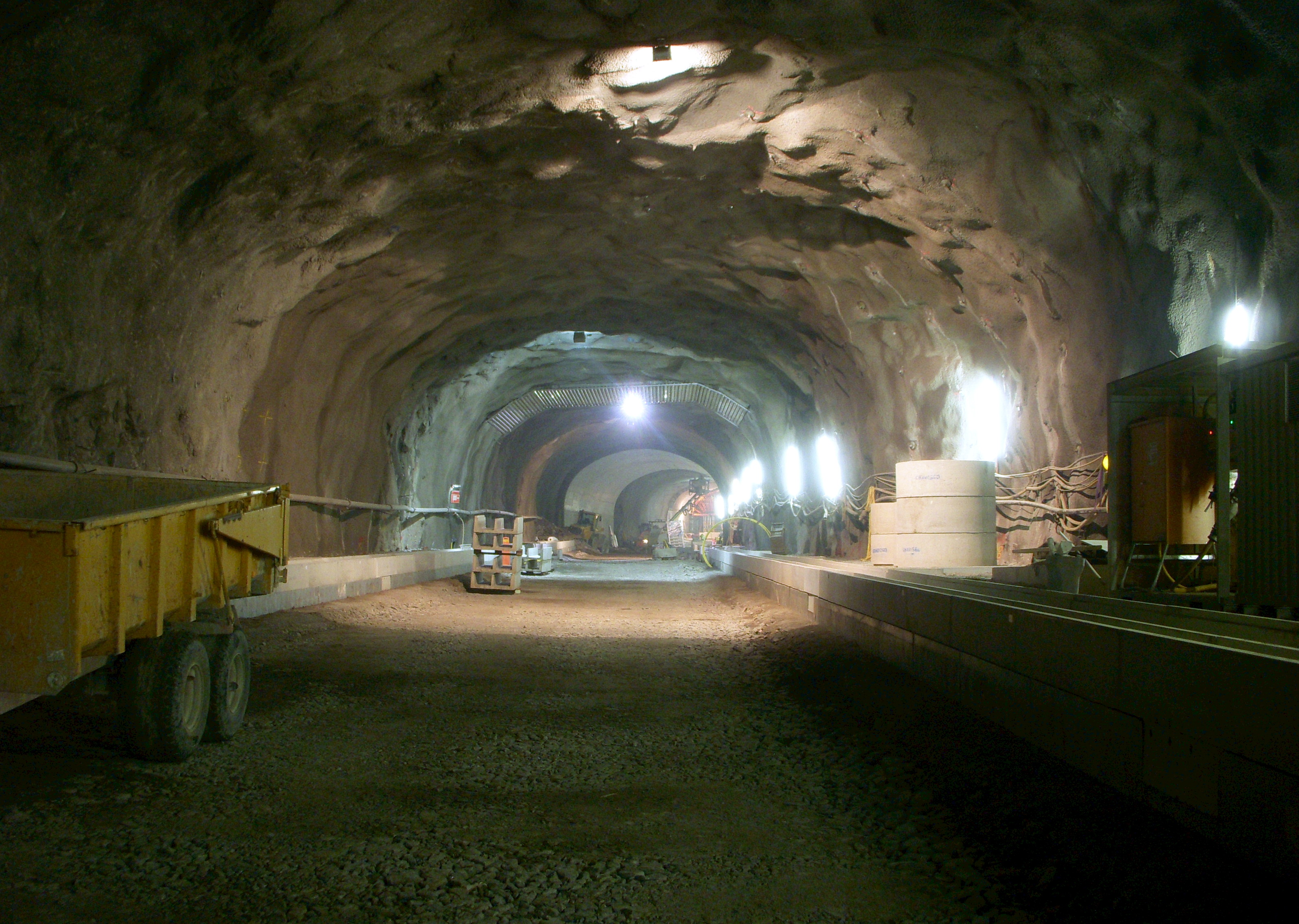
Tunnelavsnitt under Hornsgatan 2013-10-10
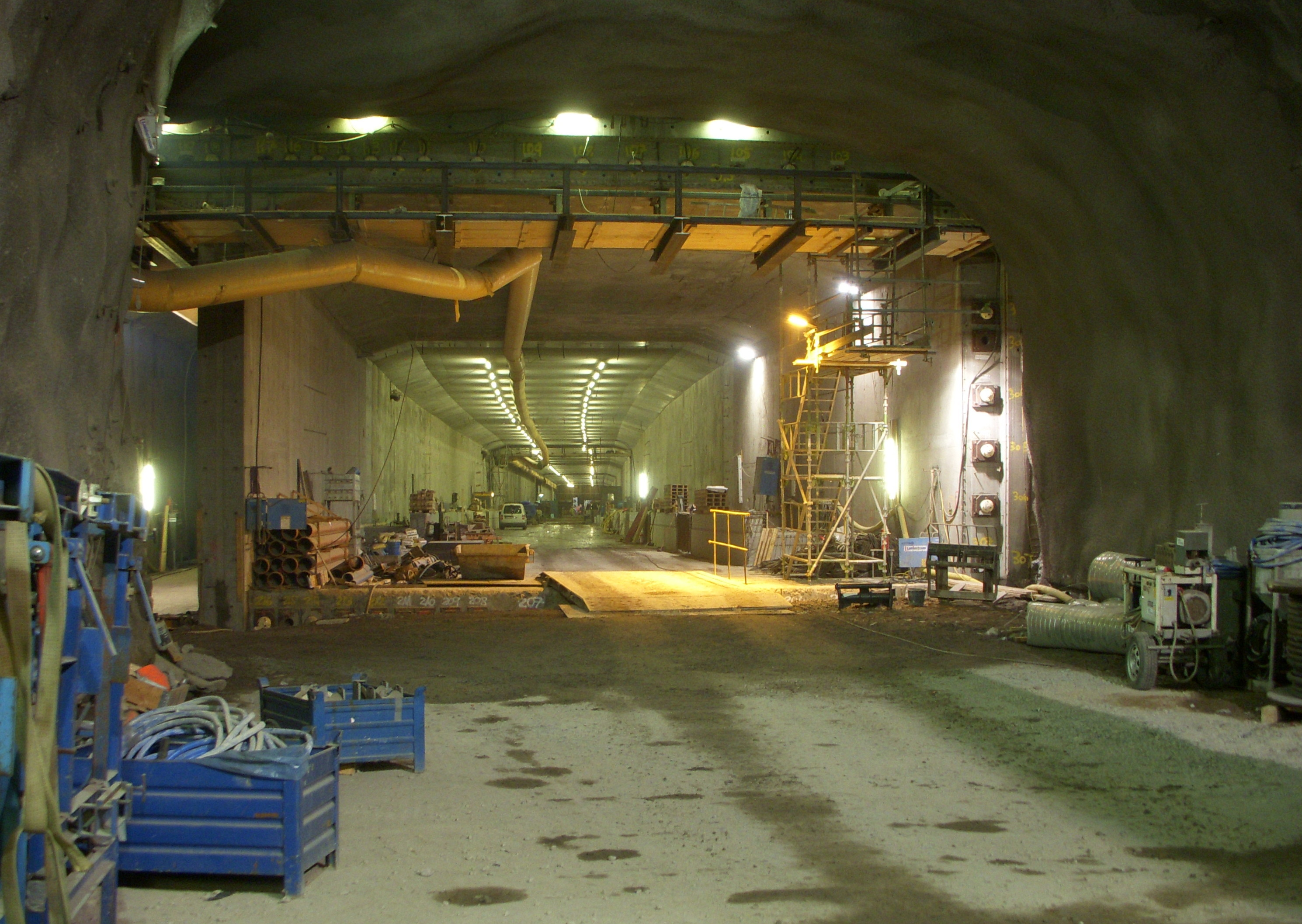
Södermalmstunneln vy mot Söderströmstunneln 2013-10-10

Arbeten med Söderströmstunneln
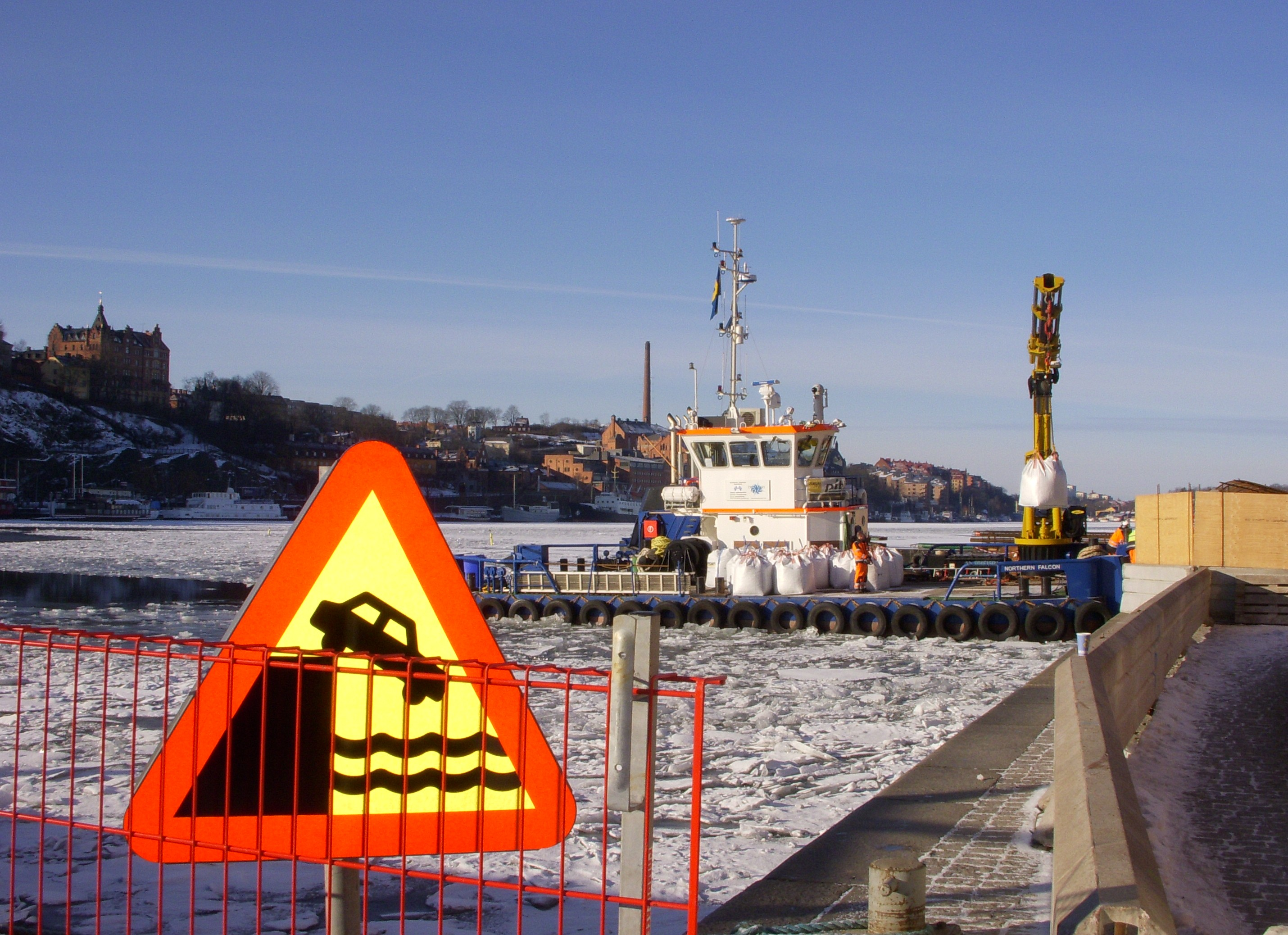
Riddarholmen 2009-03-01
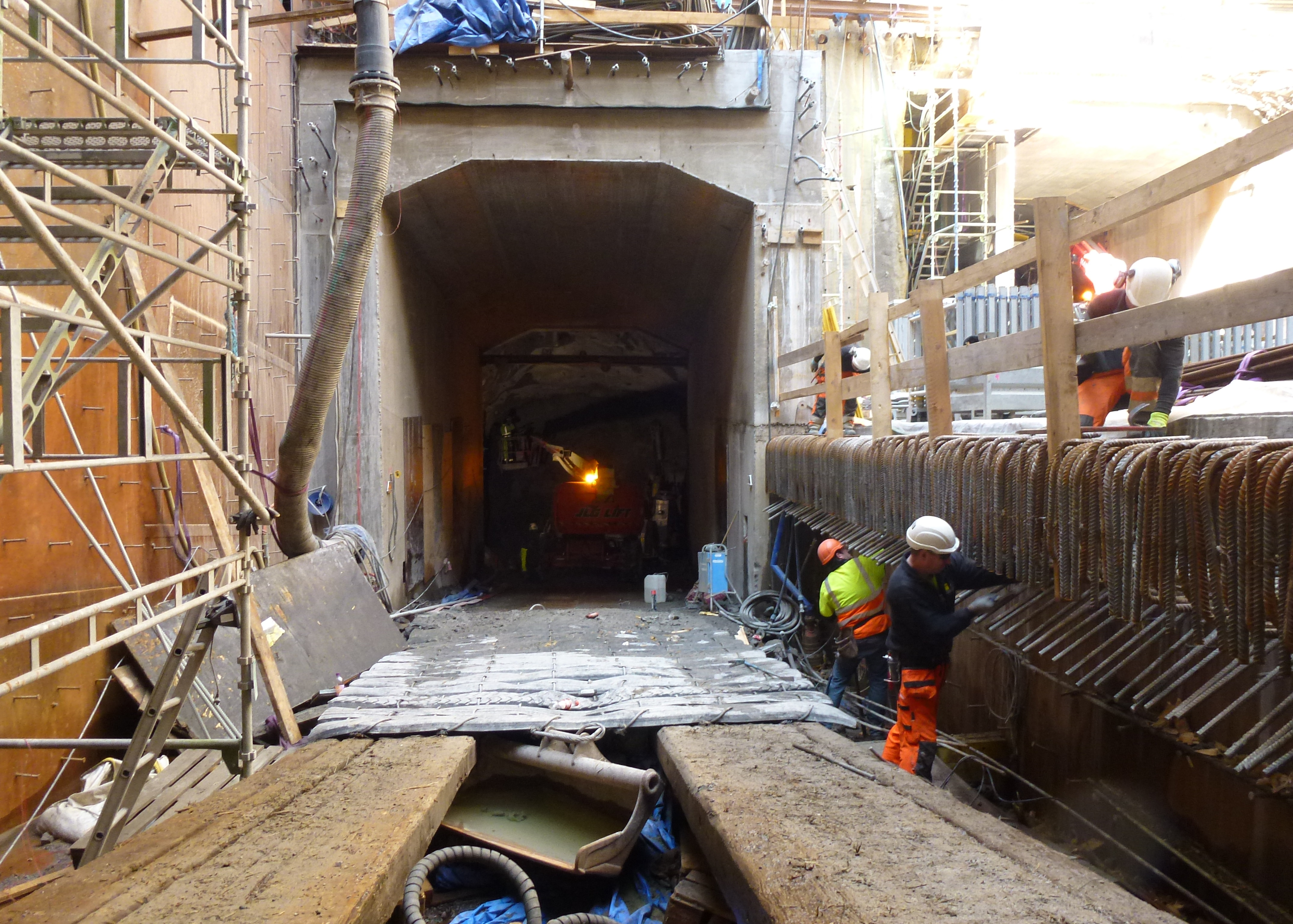
Service- / räddningstunneln Riddarholmssidan 2013-04-29
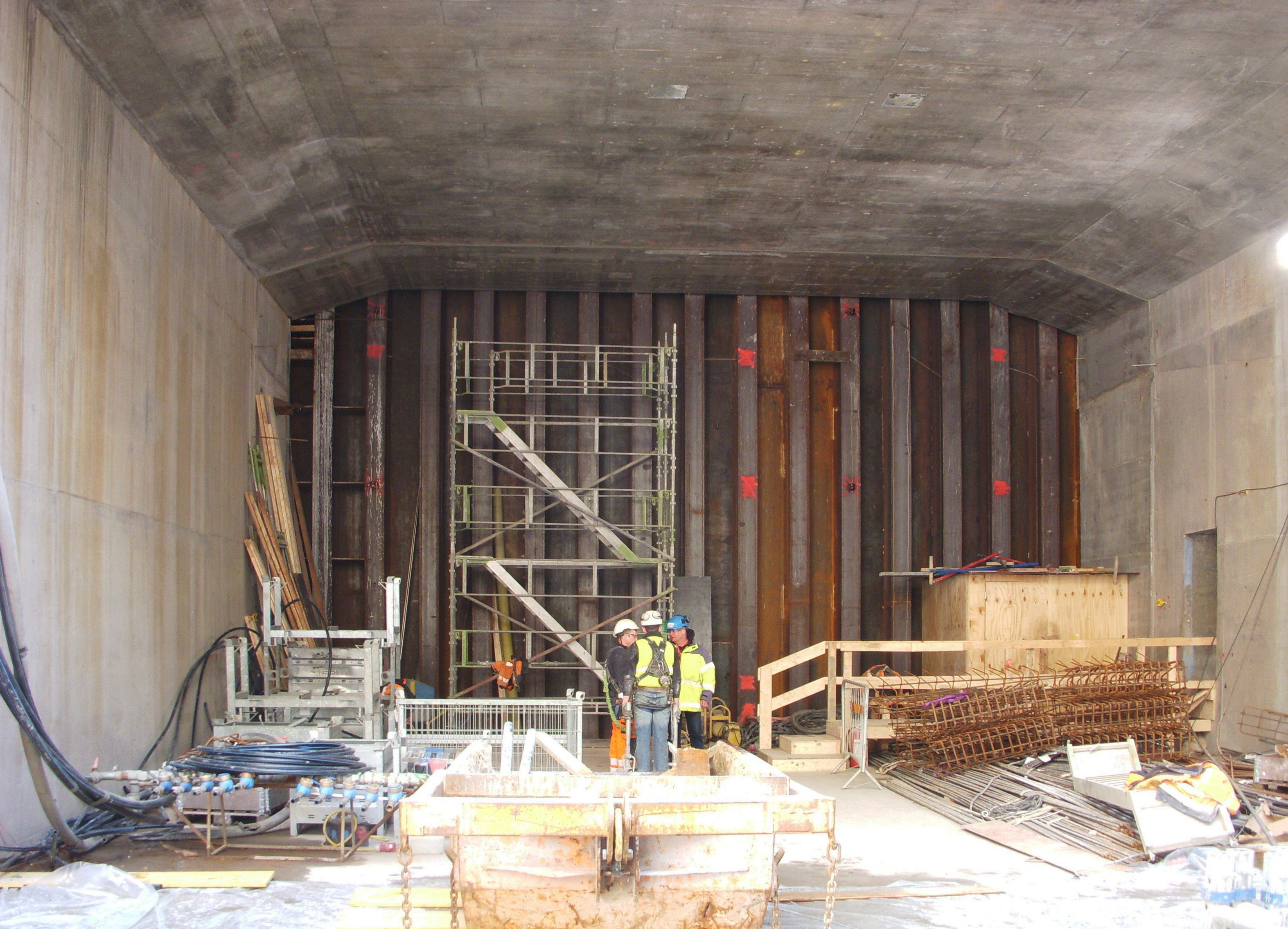
Huvudtunneln Riddarholmssidan 2013-04-29
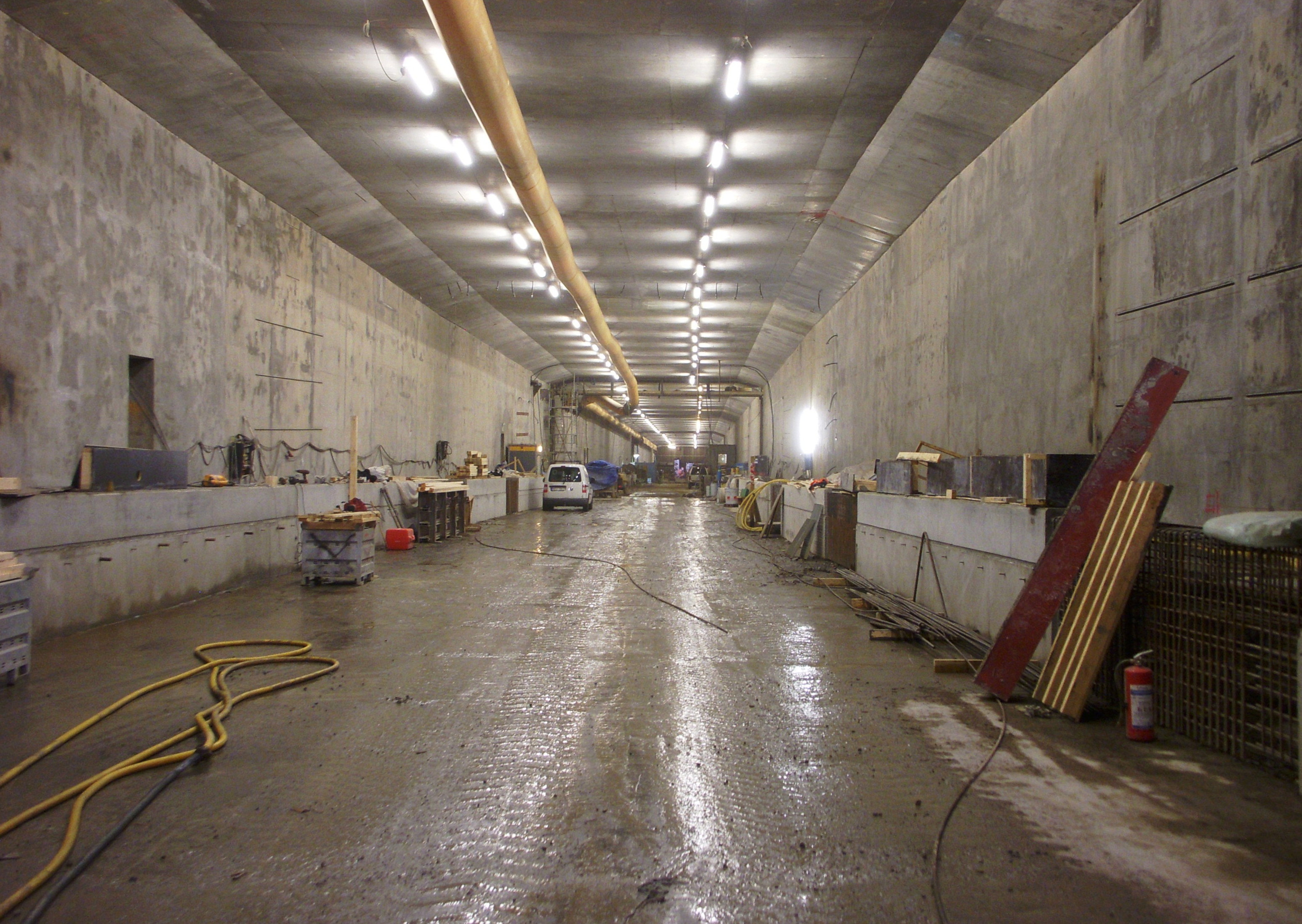
Den färdiga sänktunneln under Söderström 2013-10-10

Arbeten med arbetstunneln vid Torsgatan
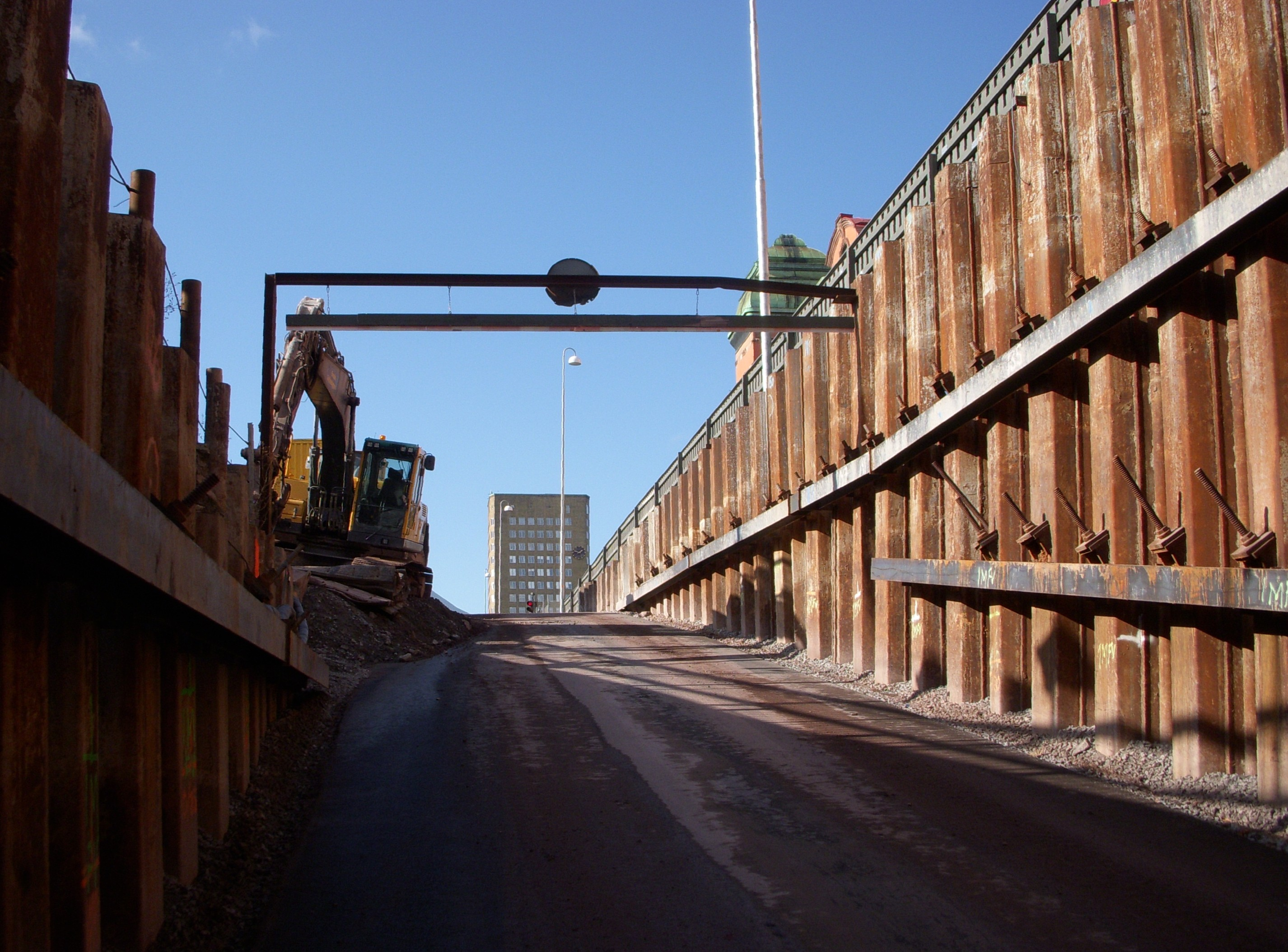
Torsgatan 2009-09-21
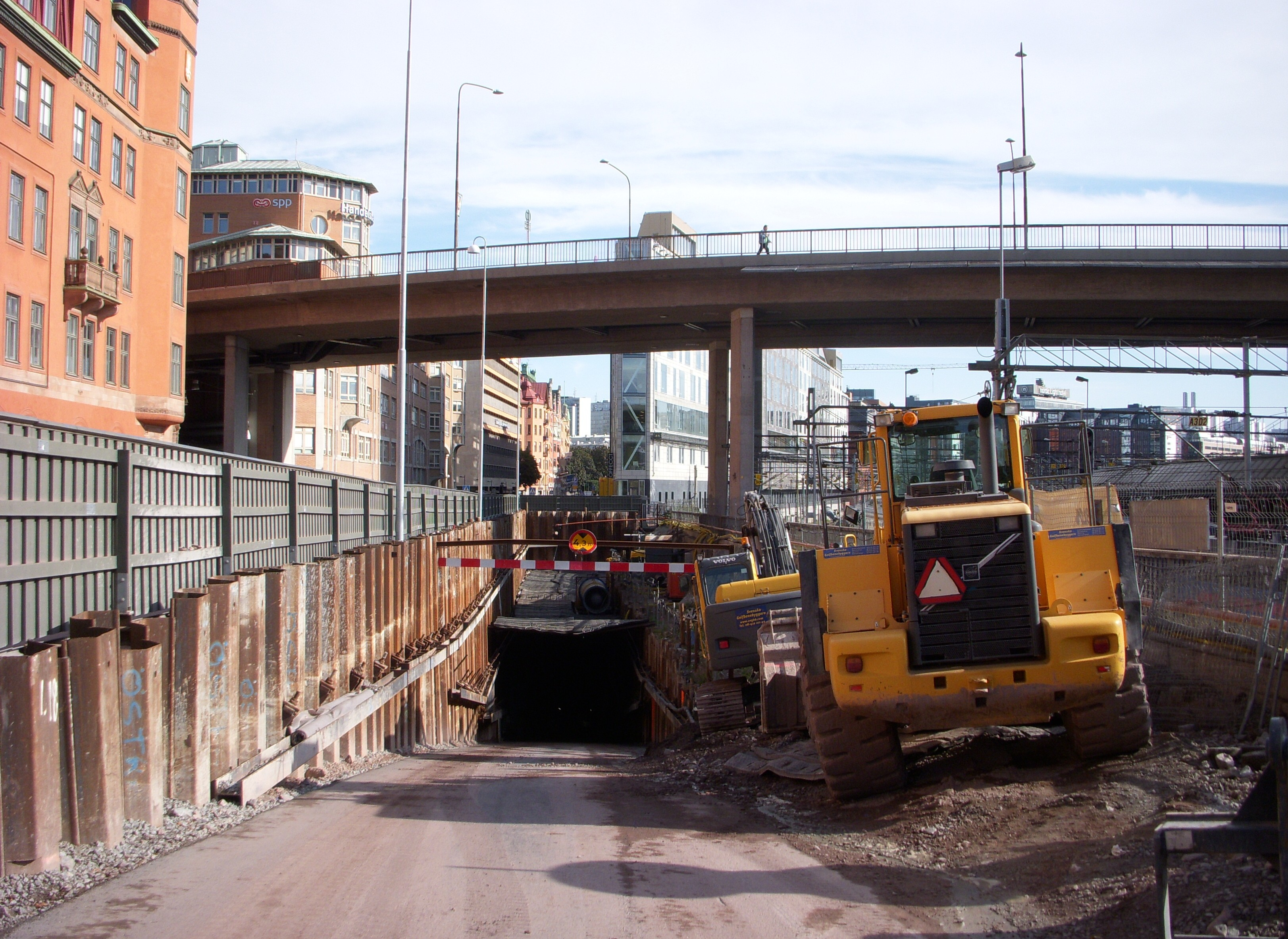
Torsgatan 2009-09-21
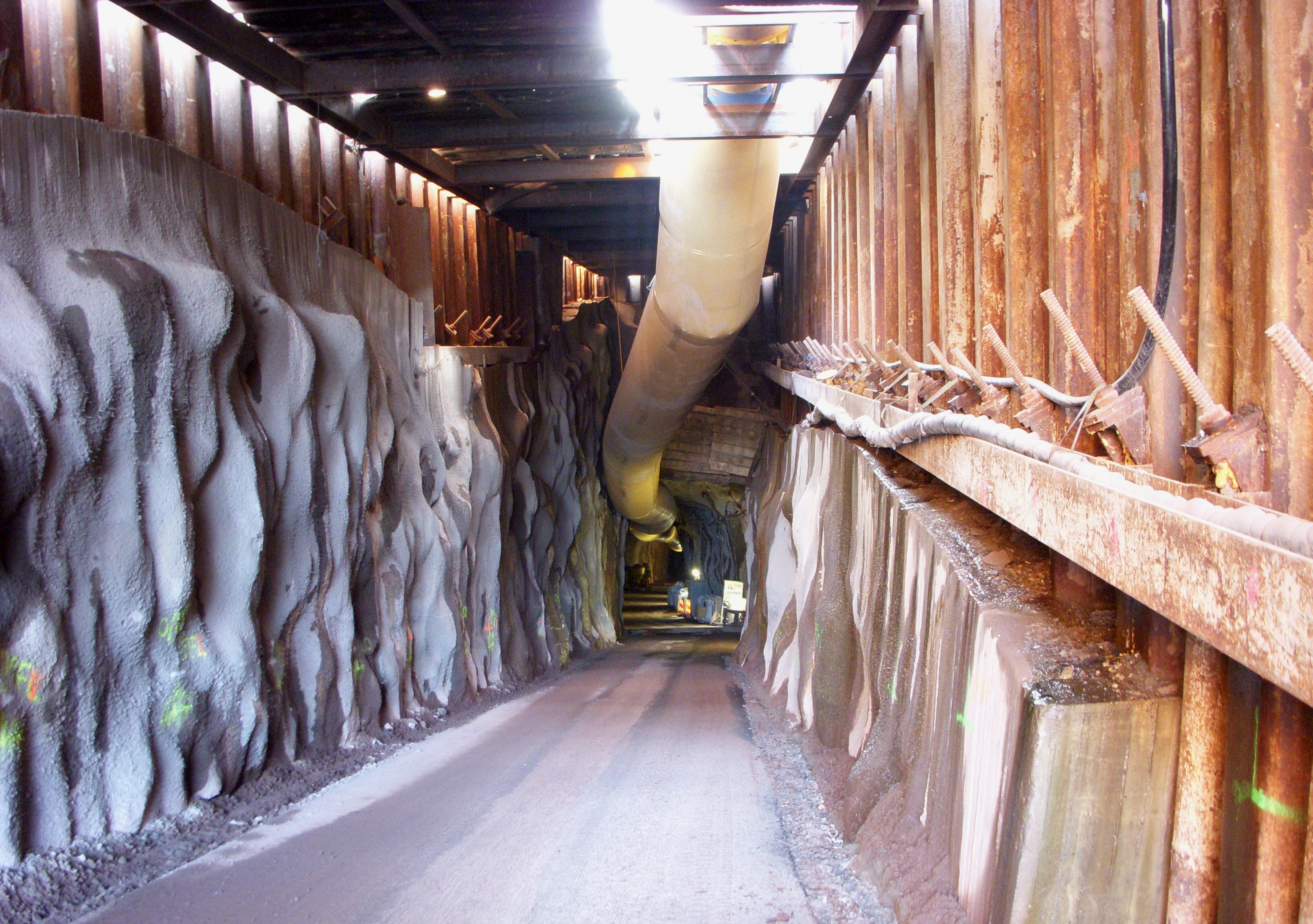
Torsgatan 2009-09-21
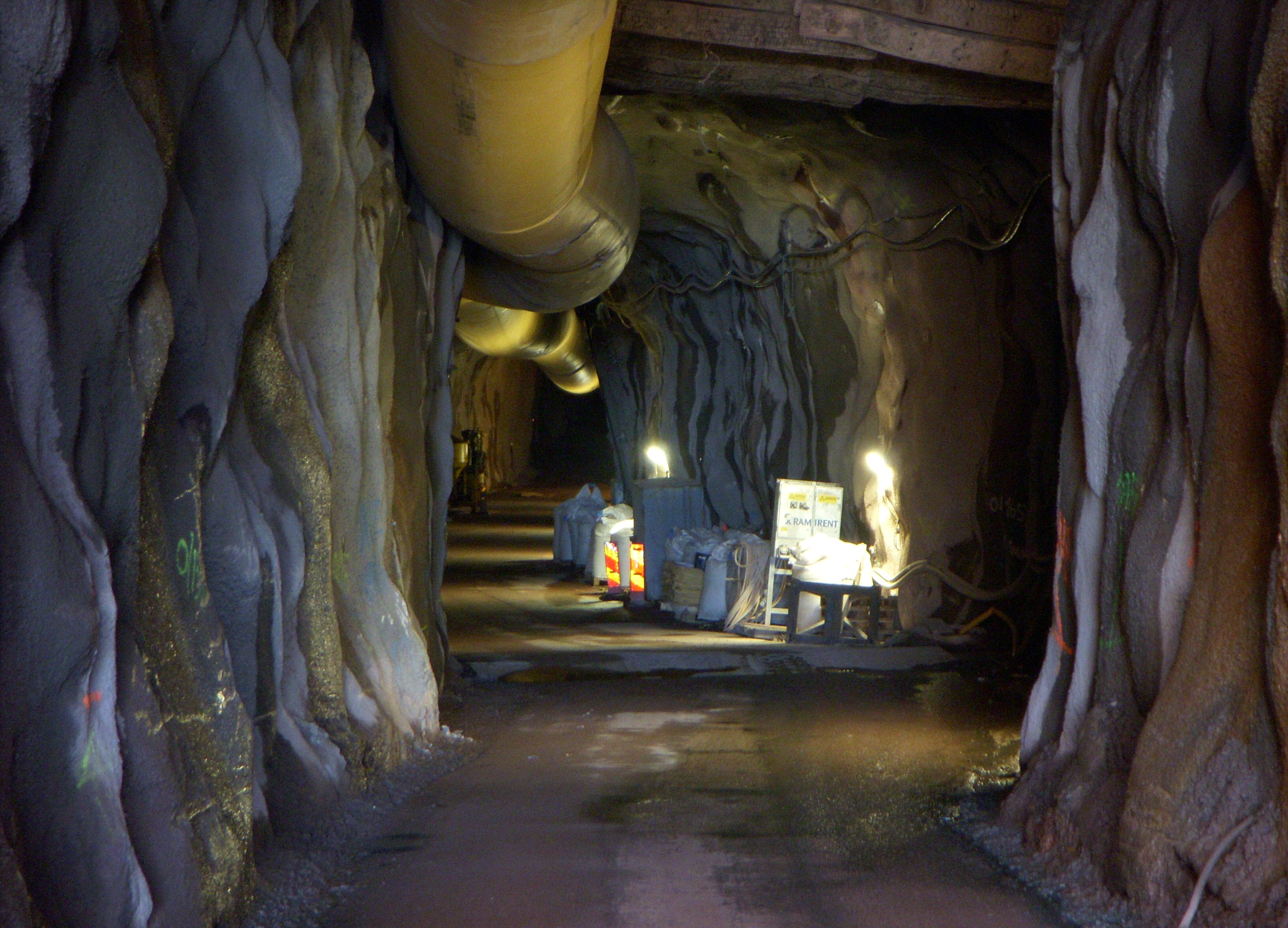
Torsgatan 2009-09-21

Arbeten med nya stationen Stockholm City, oktober 2012
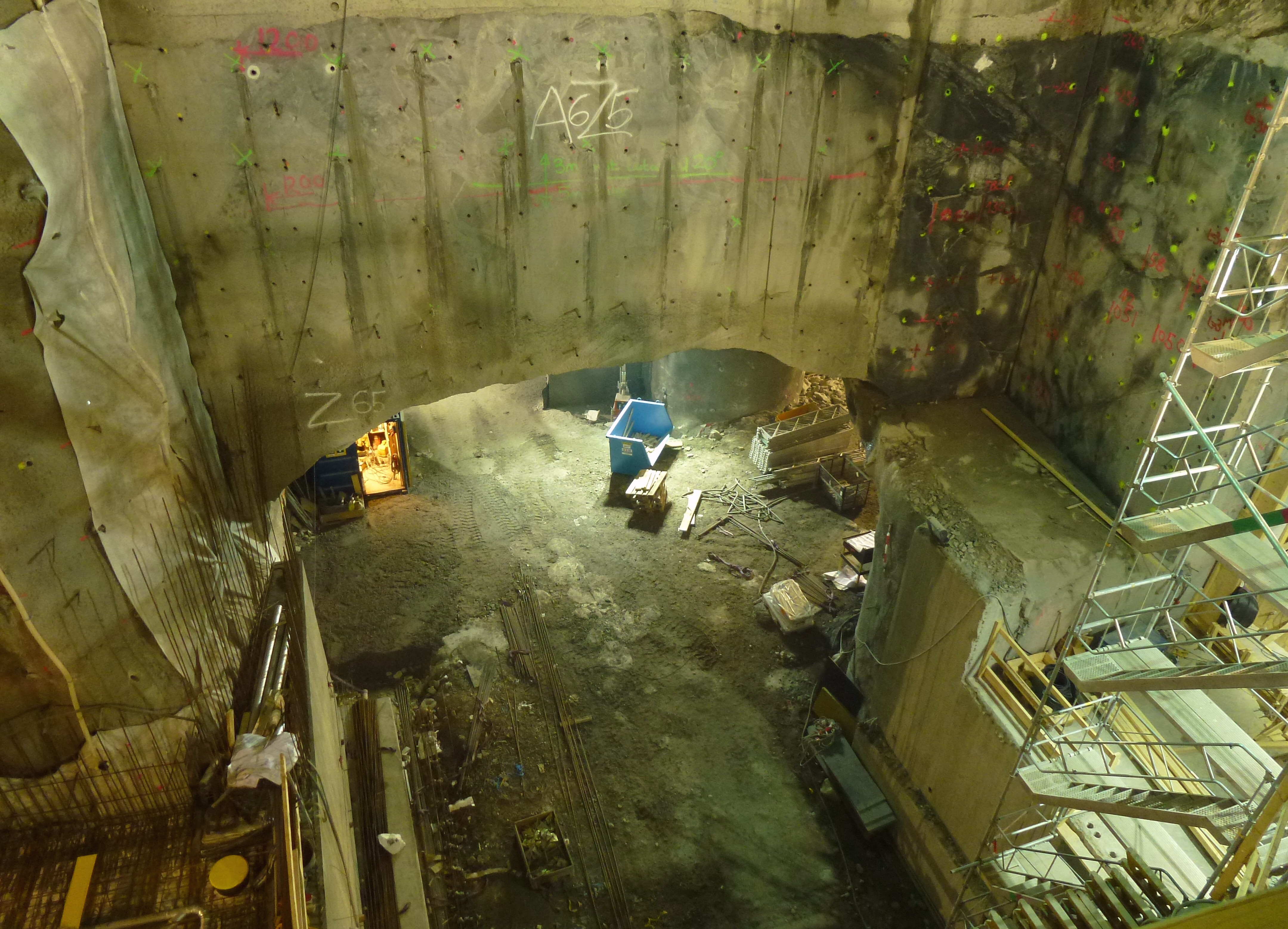
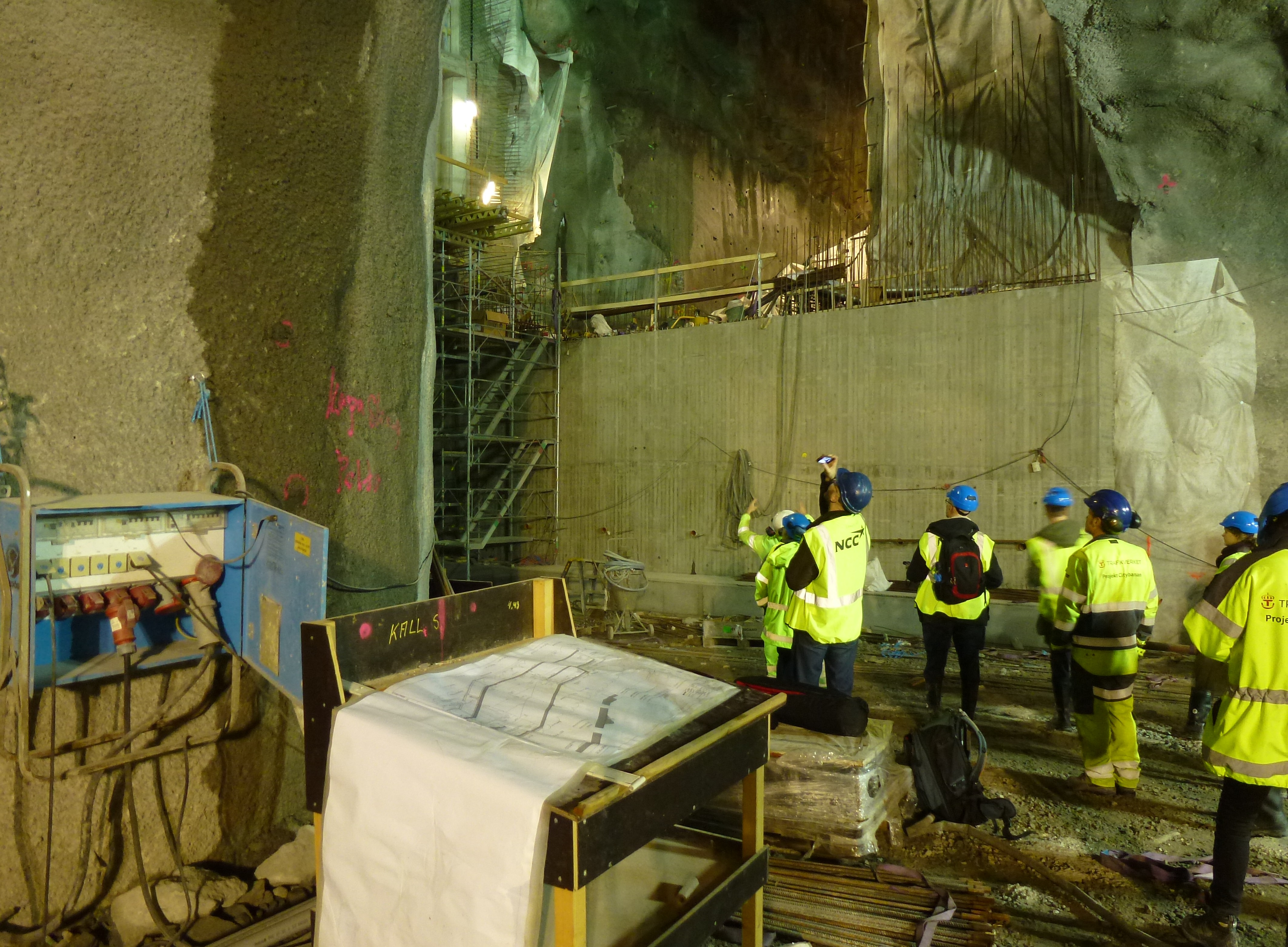
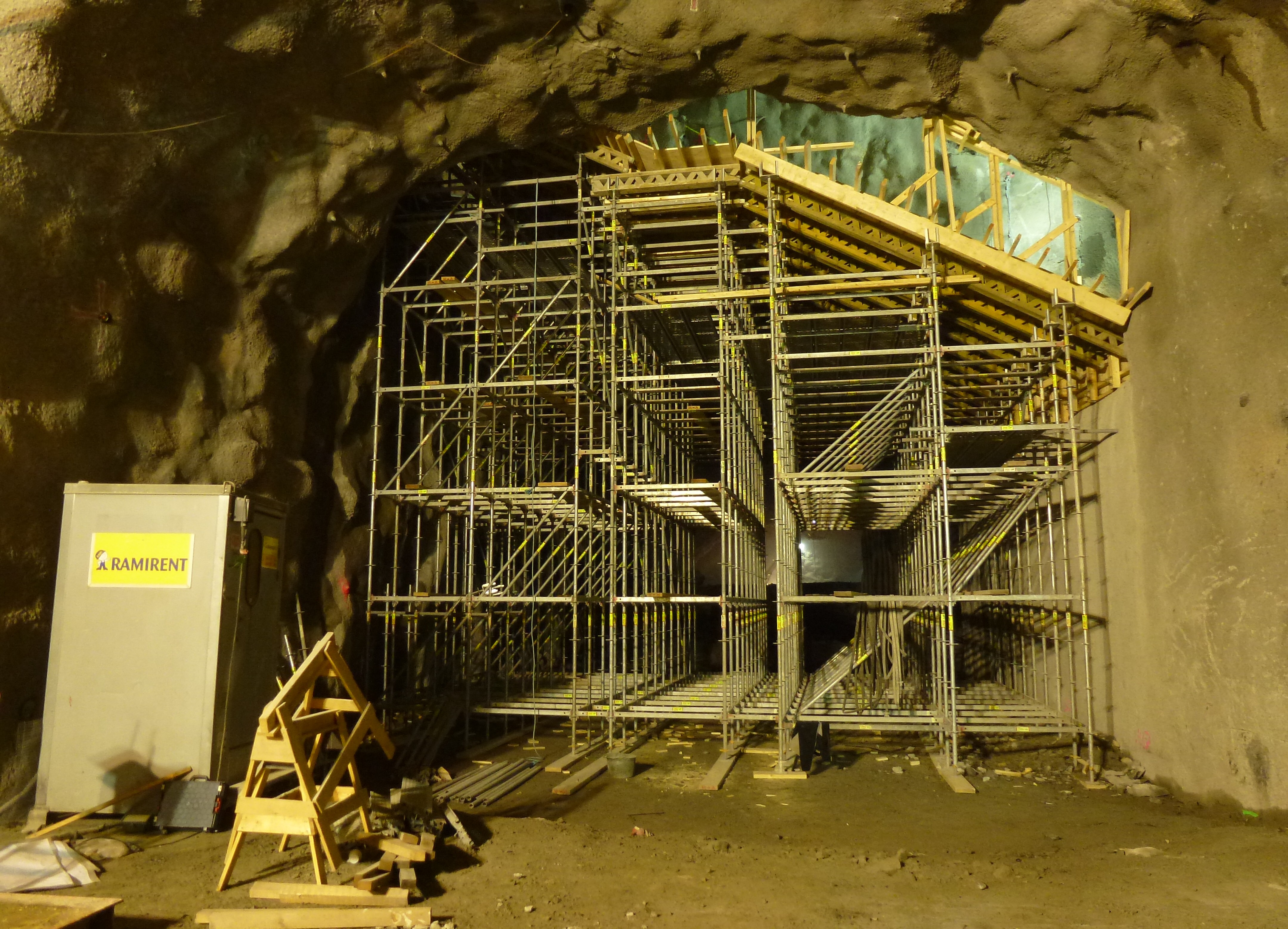
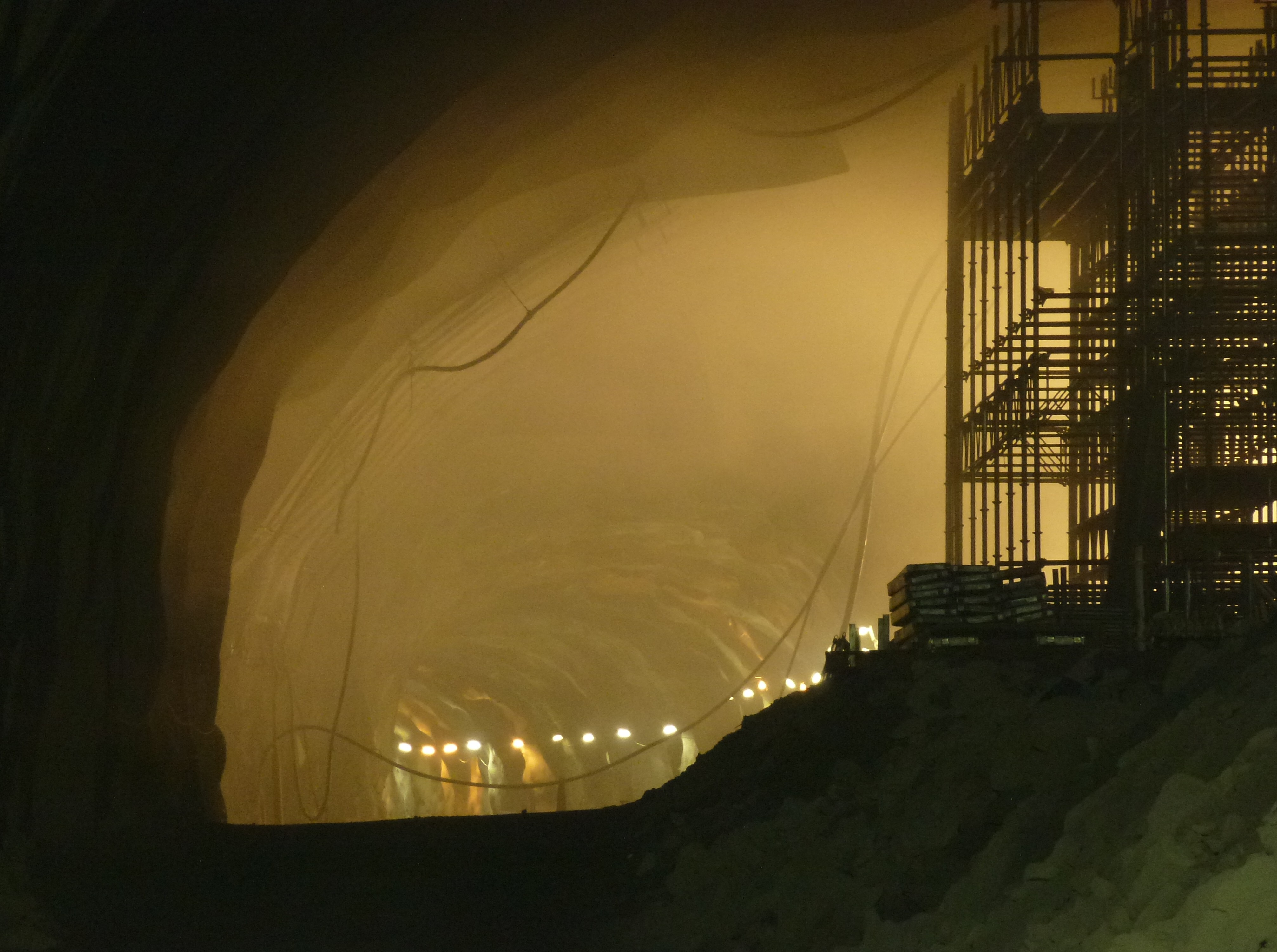